# Pedro II của Brasil
Pedro II (tiếng Anh: Peter II; 02 tháng 12 năm 1825 - 5 tháng 12 năm 1891), có biệt danh là "Người cao thượng", là vị hoàng đế thứ 2 và cuối cùng của Đế quốc Brasil, ông trị vì hơn 58 năm. Ông được sinh ra tại Rio de Janeiro, là con trai thứ 7 của Hoàng đế Pedro I của Brasil và mẹ là Hoàng hậu Maria Leopoldine và do đó ông là thành viên của nhánh Brasil của Vương tộc Braganza. Sự thoái vị đột ngột của cha ông khỏi ngài vàng Brasil và trở lại châu Âu vào năm 1831, lúc đó ông chỉ mới 5 tuổi và phải lên ngôi hoàng đế, điều này đã khiến tuổi thơ của ông đầy cô đơn, buộc phải dành nhiều thời gian học tập để chuẩn bị cho việc trị nước. Chính những trải nghiệm và tranh chấp chính trị trong thời kỳ này đã ảnh hưởng rất nhiều đến tính cách sau này của ông. Pedro là một vị hoàng đế có tinh thần trách nhiệm cao và hết lòng vì đất nước, nhân dân của mình, nhưng mỗi ngày qua đi ông càng thể hiện sự căm ghét vai trò hoàng đế của mình.
Pedro II kế thừa một đế chế đang trên đà tan rã, nhưng với tình yêu và trách nhiệm của mình, ông đã đưa Brasil trở thành một cường quốc mới nổi trên trường quốc tế. Đế quốc Brasil ngày càng trở nên khác biệt với các nước láng giềng gốc Tây Ban Nha nhờ sự ổn định chính trị, tự do ngôn luận được bảo vệ nhiệt tình, tôn trọng quyền công dân, tăng trưởng kinh tế sôi động và chính phủ được tổ chức theo cơ chế Quân chủ lập hiến với một quốc hội quyền lực và dân chủ. Pedro II cũng đưa Brasil giành chiến thắng trong các cuộc Chiến tranh Platine, Chiến tranh Uruguay và Chiến tranh Paraguay, cũng như thắng lợi trong một số tranh chấp quốc tế và bạo loạn trong nước. Pedro II rất kiên định trong việc thúc đẩy xoá bỏ chế độ nô lệ bất chấp sự phản đối từ các nhóm lợi ích chính trị và giới chủ nô giàu có. Là một người yêu tri thức và thông thái, Pedro trở thành một nhà bảo trợ nhiệt thành cho giáo dục, văn hoá và khoa học. Ông đã dành được nhiều sự ngưỡng mộ từ Charles Darwin, Victor Hugo và Friedrich Nietzsche, và ông là bạn của Richard Wagner, Louis Pasteur và Henry Wadsworth Longfellow.
Hầu hết người Brasil không mong muốn thay đổi hình thức thể chế chính trị, nhưng Hoàng đế Pedro II đã bị lật đổ trong một cuộc đảo chính bất ngờ mà hầu như không có sự ủng hộ nào từ phía dân chúng, nó được thực hiện bởi một nhóm các nhà lãnh đạo quân sự với mong muốn biến Brasil thành một nhà nước cộng hòa do một nhà độc tài đứng đầu tương tự như các nhà nước khác ở Nam Mỹ đương thời. Trên thực tế từ trước cuộc đảo chính, Pedro đã cảm thấy mệt mỏi với vương quyền và tuyệt vọng về triển vọng tương lai của chế độ quân chủ, bất chấp sự ủng hộ của dân chúng. Ông không cho phép một cuộc nội chiến để giành lại quyền lực hoàng gia, và ông cũng không ủng hộ bất kỳ nỗ lực nào nhằm khôi phục chế độ quân chủ ở Brasil. Ông đã sống 2 năm cuối đời lưu vong ở châu Âu, chỉ sống một mình với số tiền ít ỏi.
Triều đại của Pedro II bị đánh giá là kết thúc một cách bất thường, vì hoàng đế bị lật đổ trong khi được người dân yêu quý và đánh giá cao. Những nỗ lực cải cách của ông đã tiêu tan khi Brasil được dẫn dắt dưới chế độ cộng hòa, bởi một chính phủ vô cùng yếu kém trong một thời gian dài. Chế độ độc tài đã khiến cho xã hội Brasil xáo trộn, các cuộc khủng hoảng kinh tế và hiến pháp liên tục diễn ra. Những người chống đối chế độ quân chủ và lật đổ ngai vàng của Pedro II sớm bắt đầu thấy ở cựu hoàng đế một hình mẫu cho nền cộng hòa Brasil. Vài thập kỷ sau khi qua đời, danh tiếng của Pedro II đã được khôi phục và hài cốt của ông đã được đưa về Brasil với các lễ kỷ niệm trên toàn quốc. Các nhà sử học đã coi Hoàng đế dưới góc độ cực kỳ tích cực và một số người đã đưa ông vô danh sách những người Brasil vĩ đại nhất mọi thời đại.

## Cuộc sống đầu đời

### Sinh ra

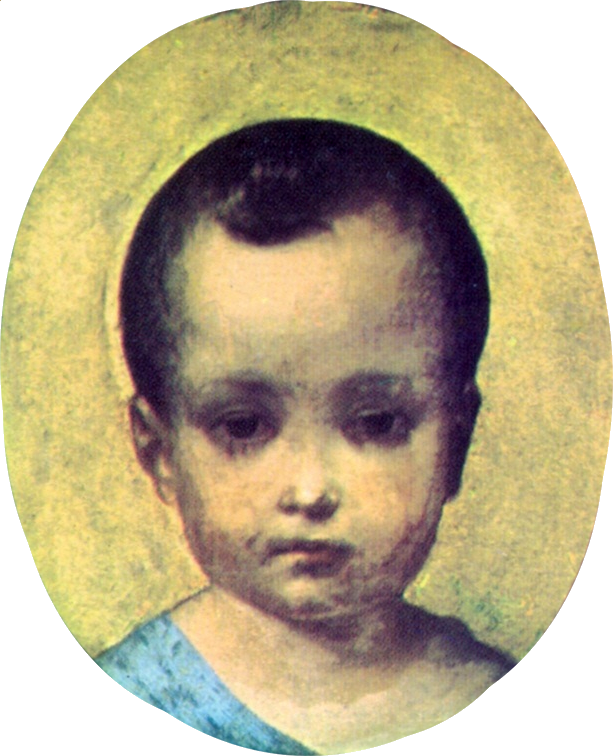
Chân dung Pedro lúc 10 tháng tuổi, 1826

Pedro sinh ra vào lúc 02:30p ngày 02/12/1825 tại Cung điện São Cristóvão, ở Rio de Janeiro, Brasil. Ông được đặt theo tên của Thánh Peter thành Alcantara, tên đầy đủ của ông là Pedro de Alcântara João Carlos Leopoldo Salvador Bibiano Francisco Xavier de Paula Leocádio Miguel Gabriel Rafael Gonzaga. Thông qua cha mình, Hoàng đế Pedro I, ông là thành viên thuộc chi nhánh Brasil của Nhà Braganza (tiếng Bồ Đào Nha: Bragança) và được gọi bằng kính ngữ "Dom" (Lord/Lãnh chúa) ngay từ khi mới sinh ra đời. Ông là cháu nội của Vua Bồ Đào Nha João VI và gọi Vua Miguel I của Bồ Đào Nha là chú. Mẹ của ông là Nữ Đại công tước Maria Leopoldine của Áo, con gái của Franz II, Hoàng đế La Mã Thần thánh cuối cùng và Hoàng đế đấu tiên của Đế quốc Áo. Thông qua mẹ của mình, Pedro là cháu của Napoléon Bonaparte và là em họ đời đầu của Hoàng đế Napoléon II của Pháp, và là anh họ đời đầu của Franz Joseph, Hoàng đế của Áo-Hungary và Hoàng đế Maximiliano I của Mexico.
Pedro là con trai hợp pháp duy nhất của Hoàng đế Pedro I còn sống qua tuổi thơ ấu, ông chính thức được công nhận là người thừa kế ngai vàng Đế quốc Brasil với tước hiệu Thái tử hoàng gia vào ngày 6/8/1826. Hoàng hậu Maria Leopoldina qua đời vào ngày 11/12/1826 vì thai chết lưu, lúc này Pedro được 1 tuổi. Hai năm rưỡi sau cha ông kết hôn với Amélie de Beauharnais. Hoàng tử Pedro có mối quan hệ rất tốt với người mẹ kế này và ông xem bà như mẹ ruột của mình. Hoàng đế Pedro I mong muốn đưa con gái mình là Công chúa Maria lên kế vị ngai vàng Bồ Đào Nha, vốn đã bị em trai ông là Miguel I của Bồ Đào Nha chiếm lấy, cũng như sức ảnh hưởng chính trị của ông ở Brasil bị suy giảm, ông đã đột ngột tuyên bố thoái vị vào ngày 07/04/1831, Hoàng đế Pedro I cùng Amelie lên tàu về châu Âu, để lại Hoàng tử Pedro, lúc đó mới 5 tuổi lên kế vị ngai vàng, trở thành Hoàng đế thứ 2 của Brasil.

### Đăng quang sớm

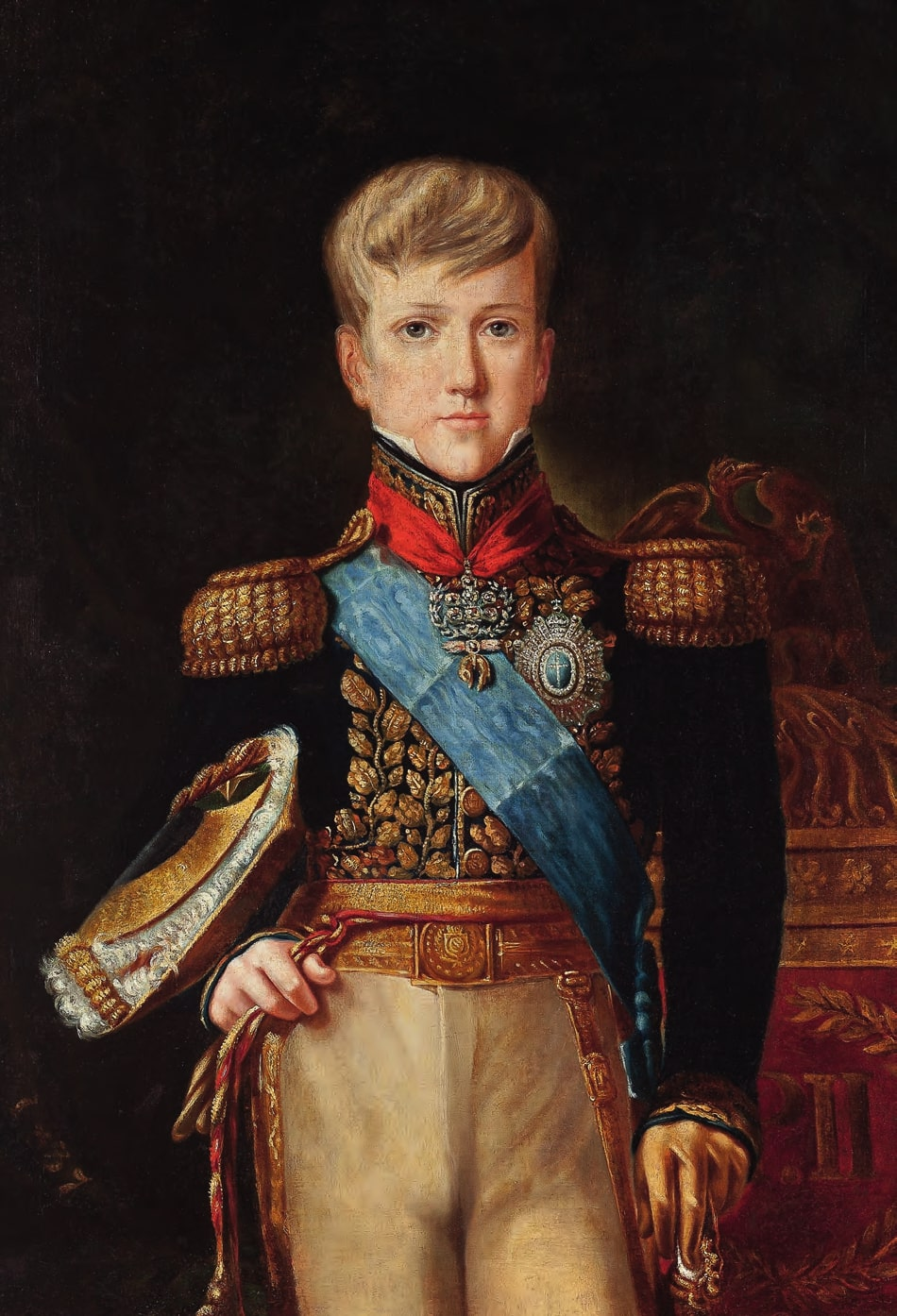
Pedro II lúc 12 tuổi, mặc trang phục hoàng gia và trên ngực đeo Huân chương Lông cừu vàng, 1838

Trước khi rời bỏ Brasil để về châu Âu, Hoàng đế Pedro I đã chọn ra 3 người thân cận đễ chăm sóc và nuôi dạy hoàng từ Pedro và những người con gái còn ở lại Brasil. Người đầu tiên là José Bonifácio de Andrada, bạn thân của ông và là một nhà lãnh đạo có ảnh hưởng trong thời kỳ Brasil độc lập, người được xem là giám hộ cho tiểu hoàng đế Pedro II. Người thứ hai là Mariana de Vern là nữ gia sư của hoàng gia từ khi Hoàng tử Pedro ra đời. Khi còn nhỏ, Hoàng tử lúc bấy giờ gọi bà là "Dadama", vì ông không thể phát âm chính xác từ dama (Lady). Tiểu hoàng đế xem nữ gia sư này như mẹ đẻ của mình và luôn gọi bà bằng biệt danh cho đến khi ông trưởng thành. Người thứ ba là Rafael, một cựu binh Người Brasil gốc Phi trong Chiến tranh Cisplatine. Rafael trở thành một quản gia của Cung điện São Cristóvão, là người mà gia đình hoàng đế hết sức tin tưởng, vua Pedro I đã giao nhiệm vụ chăm sóc các con của mình cho Rafael và ông đã thực hiện điều này trong suốt phần đời còn lại của mình.
Bonifácio bị cách chức vào tháng 12/1833 và được thay thế bằng một người giám hộ khác. Ngoài thời gian ngủ ra thì vị Hoàng đế trẻ Pedro II dành phần lớn thời gian còn lại để học tập với các vị gia sư, chỉ có 2 giờ dành cho giải trí. Những giờ học của Pedro được đánh giá là rất vất vả và khắt khe, vì nó được xem là nền tảng cho việc trị nước sau khi ông đến tuổi trưởng thành và trực tiếp trị vì đế chế của mình. Pedro có ít bạn bè cùng trang lứa và bị hạn chế tiếp xúc với các chị gái của mình. Tất cả những điều đó cùng với sự ra đi đột ngột của bố mẹ, đã khiến cho vị vua trẻ có một cuộc sống cô đơn và thiếu hạnh phúc. Môi trường mà Pedro lớn lên đã biến ông trở thành một người nhút nhát và thiếu thốn tình yêu, chỉ biết coi sách là nơi nương tựa và rút lui khỏi thế giới thực.
Khả năng hạ độ tuổi trưởng thành của Hoàng đế trẻ tuổi để ông chính thức nắm toàn bộ quyền lực cai trị, thay vì đợi đến khi ông 18 tuổi, đã được đưa ra từ năm 1835. Việc ông lên ngôi đã dẫn đến một giai đoạn rắc rối với những cuộc khủng hoảng bất tận. Chế độ nhiếp chính được thành lập để cai trị thay mặt ông đã bị ảnh hưởng ngay từ đầu bởi các cuộc tranh chấp giữa các phe phái chính trị và các cuộc nổi loạn trên khắp cả nước. Những chính trị gia lên nắm quyền trong những năm 1830 cho đến nay cũng đã quen với những cạm bẫy của chế độ cai trị. Nhà sử học Roderick J. Barman tuyên bố rằng đến năm 1840, "họ đã mất hết niềm tin vào khả năng tự mình cai trị đất nước. Họ chấp nhận Pedro II là một nhân vật có thẩm quyền mà sự hiện diện của ông là không thể thiếu đối với sự tồn vong của đất nước". Khi được các chính trị gia hỏi liệu ông có muốn nắm toàn quyền lực hay không, Pedro II đã chấp nhận. Vào ngày hôm sau, ngày 23 tháng 7 năm 1840, Đại hội đồng (Quốc hội Brasil) chính thức tuyên bố Pedro II, 14 tuổi, đã đủ tuổi. Sau đó, ông được công nhận, trao vương miện và tấn phong vào ngày 18 tháng 7 năm 1841.

## Lên nắm quyền

### Chính quyền đế quốc được thành lập

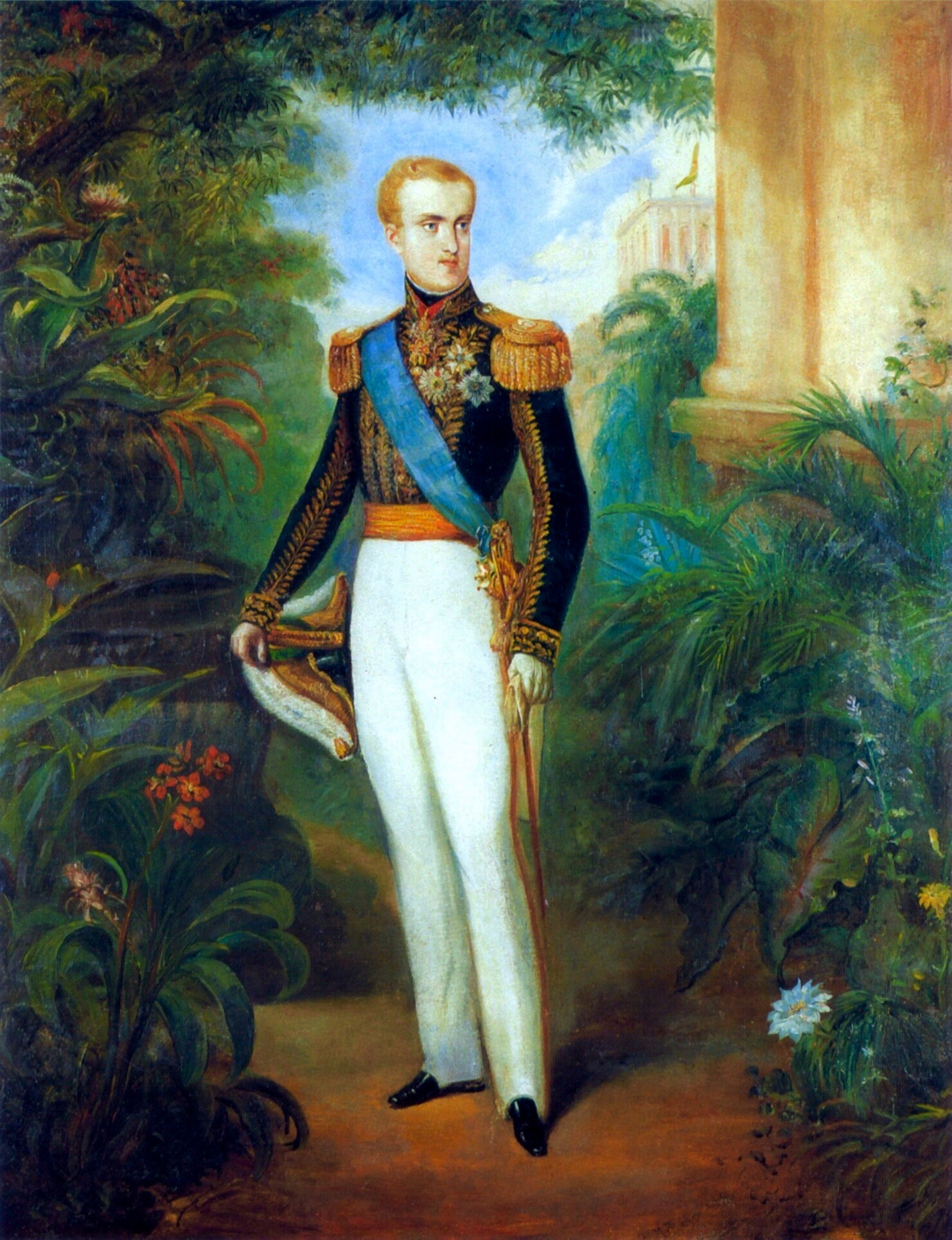
Pedro II lúc 20 tuổi mặc lễ phục triều đình, 1846

Việc loại bỏ chế độ nhiếp chính phe phái đã mang lại sự ổn định cho chính phủ. Pedro II được cả nước coi là một người có quyền lực hợp pháp, xếp trên các quan điểm đảng phái và những tranh chấp nhỏ nhặt. Tuy nhiên, ông vẫn chỉ là một cậu bé, nhút nhát, bất an và chưa trưởng thành. Điều này là kết quả từ tuổi thơ tan vỡ, khi ông trải qua sự bỏ rơi, âm mưu và phản bội. Ở hậu trường, một nhóm công chức cấp cao trong cung điện và các chính trị gia nổi tiếng do Aureliano Coutinho (sau này là Tử tước xứ Sepetiba) lãnh đạo được biết đến với cái tên "Phe cận thần" khi họ thiết lập ảnh hưởng đối với vị Hoàng đế trẻ. Một số người rất thân thiết với ông, chẳng hạn như Mariana de Verna và thị thần Paulo Barbosa da Silva. Pedro II đã được các cận thần sử dụng một cách khéo léo để chống lại kẻ thù của họ.
Chính phủ Brasil đã dàn xếp để Vương nữ Teresa Cristina của Vương quốc Hai Sicilia kết hôn với hoàng đế. Bà và Pedro II kết hôn theo ủy quyền tại Napoli vào ngày 30 tháng 5 năm 1843.  Hoàng đế không làm gì nhiều để che giấu sự thất vọng của mình. Một người quan sát nói rằng Pedro II đã quay lưng lại với Teresa Cristina, một người khác miêu tả ông bị sốc đến mức cần phải ngồi xuống. Tối hôm đó, Pedro II đã khóc và phàn nàn với Mariana de Verna, "Họ đã lừa dối tôi, Dadama!" Phải mất vài giờ để thuyết phục ông rằng nhiệm vụ buộc ông phải tiếp tục. Thánh lễ Hôn phối, với việc phê chuẩn những lời khấn được ủy quyền trước đó và ban phép lành hôn nhân, diễn ra vào ngày hôm sau, ngày 4 tháng 9.
Vào cuối năm 1845 và đầu năm 1846, Hoàng đế thực hiện một chuyến công du đến các tỉnh phía Nam Brasil, đi qua São Paulo (trong đó Paraná là một phần vào thời điểm này), Santa Catarina và Rio Grande do Sul. Hoàng đế rất phấn khởi trước những phản hồi nồng nhiệt và nhiệt tình mà thần dân đã dành cho ông. Lúc đó Pedro II đã trưởng thành về thể chất và tinh thần. Ông được mô tả là một người đàn ông cao 1,90 mét (6 ft 3 in) với đôi mắt xanh và mái tóc vàng, được coi là đẹp trai. Cùng với sự trưởng thành, những điểm yếu của hoàng đế mờ dần và những điểm mạnh trong tính cách của ông ấy lộ rõ. Ông trở nên tự tin và học được cách không chỉ vô tư, siêng năng mà còn lịch sự, kiên nhẫn và nhân hậu. Barman nói rằng hoàng đế giữ "cảm xúc của mình dưới kỷ luật sắt đá. Ông ấy không bao giờ thô lỗ và không bao giờ mất bình tĩnh. Ông ấy đặc biệt kín đáo trong lời nói và thận trọng trong hành động." Quan trọng nhất, giai đoạn này chứng kiến sự kết thúc của Phe cận thần. Pedro II bắt đầu thực thi đầy đủ quyền lực và thành công trong việc chấm dứt ảnh hưởng của cận thần bằng cách loại bỏ họ khỏi những vị trí ở cạnh mình.

### Đòi quyền hoàng gia cho em gái cùng cha khác mẹ

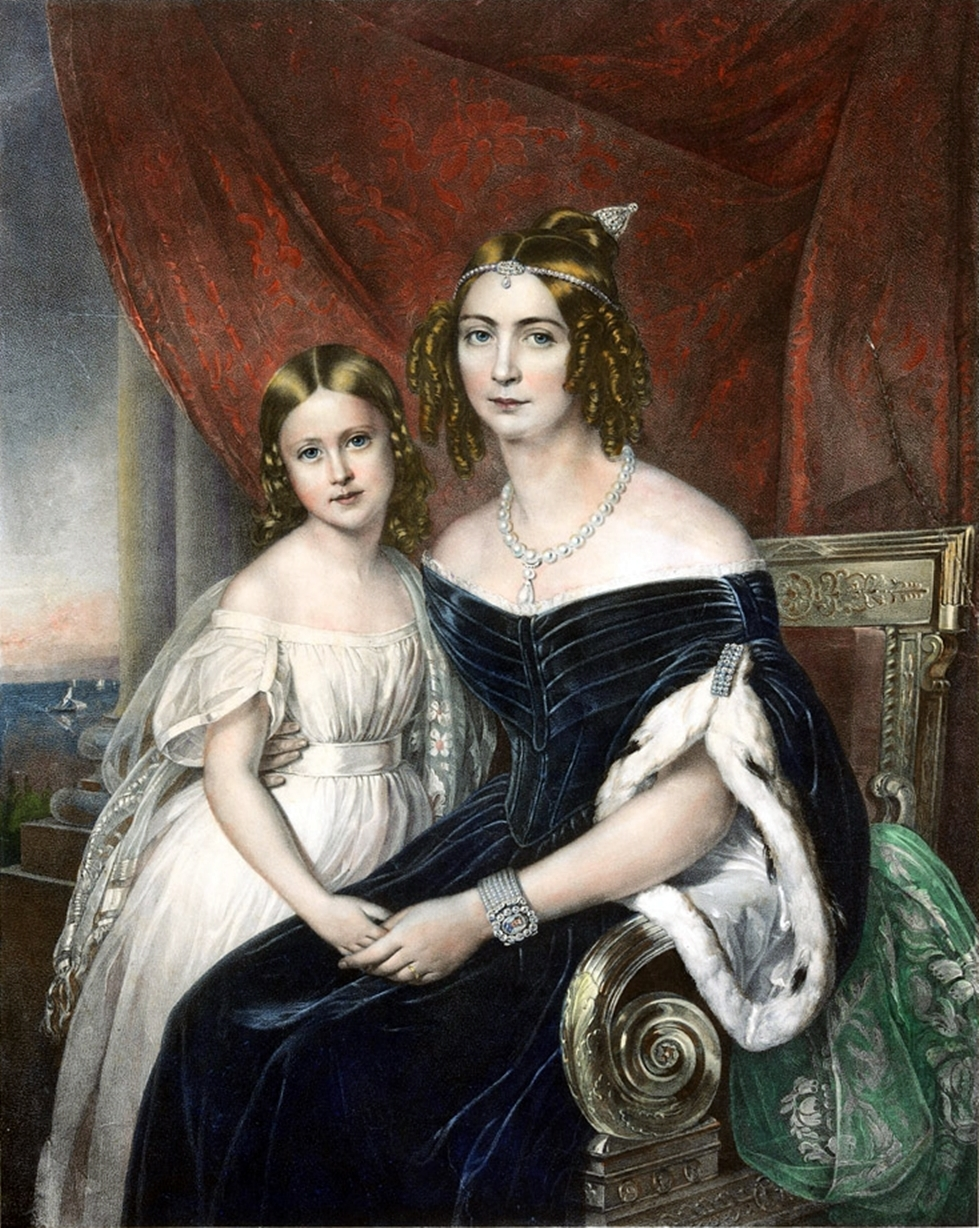
Maria Amélia và mẹ, Amélie xứ Leuchtenberg năm 1840, người mà Pedro II yêu mến như mẹ ruột của mình

Pedro có một cô em gái cùng cha khác mẹ là Maria Amélia, con của cha ông với người vợ thứ 2 là Amélie xứ Leuchtenberg, dù ông chưa từng gặp mặt, nhưng ông hết mực yêu thương và gắn kết với bà và mẹ của bà qua thư từ. Triều đình nhiếp chính của Pedro đã lấy lý do Maria Amélia sinh ra ở nước ngoài nên không công nhận bà là thành viên của hoàng gia Brasil, vì thế tước bỏ quyền hoàng nữ đế chế của bà, lúc đó hoàng đế Pedro còn nhỏ nên không thể can dự vào được dù rất bất bình.
Năm 1840, Pedro được tuyên bố đủ tuổi để tự nắm quyền trị vì đế chế, một trong những việc đầu tiên ông thực hiện chính là khẳng định rằng em gái của mình phải được công nhận là một thành viên trong gia đình hoàng gia của ông. Bộ trưởng Bộ Ngoại giao đế chế là Aureliano Coutinho (sau này là Tử tước Sepetiba), đã yêu cầu Quốc hội Brasil công nhận Maria Amélia, việc này diễn ra vào ngày 5 tháng 7 năm 1841.

### Bãi bỏ buôn bán nô lệ và chiến tranh

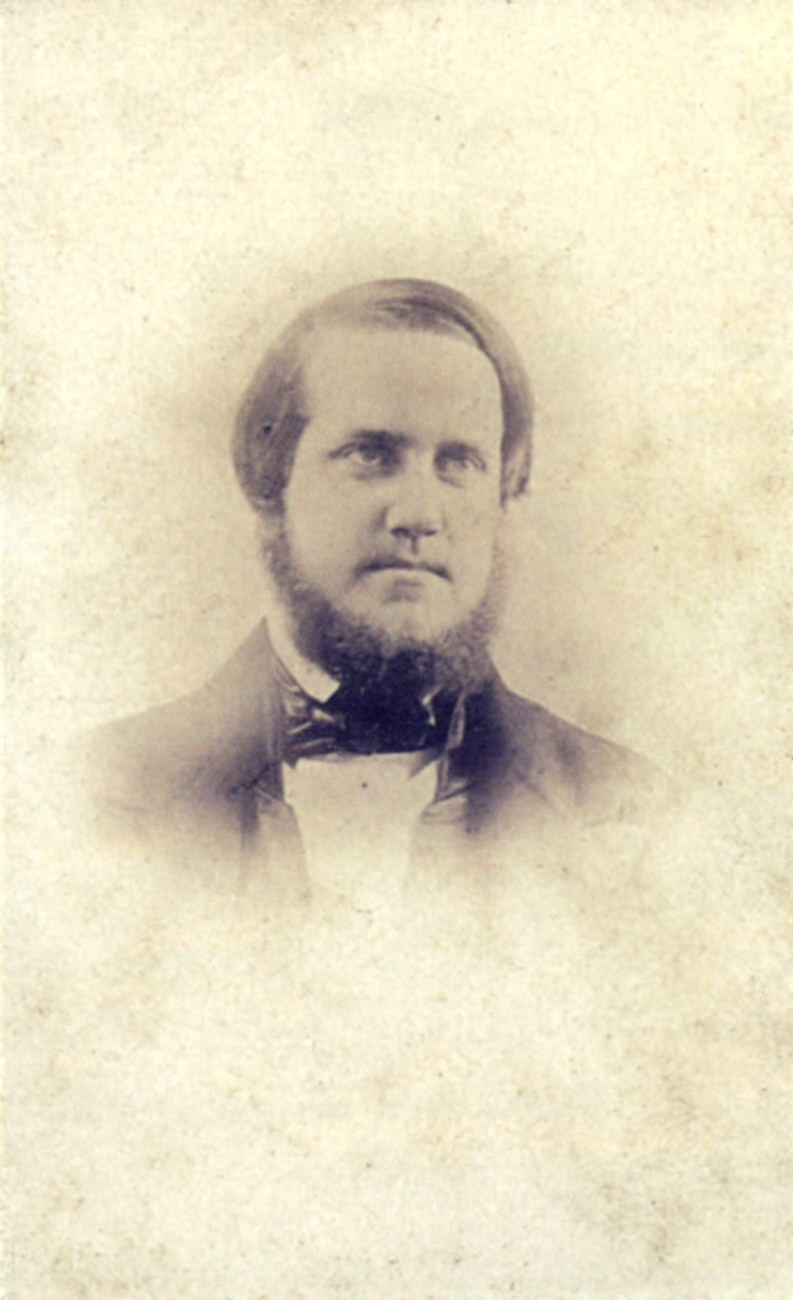
Pedro II khoảng 22 tuổi, năm 1848. Đây là bức ảnh sớm nhất còn sót lại của Hoàng đế

Pedro II phải đối mặt với ba cuộc khủng hoảng từ năm 1848 đến năm 1852. Thử thách đầu tiên là việc đối đầu với việc buôn bán nô lệ nhập khẩu bất hợp pháp. Điều này đã bị cấm vào năm 1826 như một phần của hiệp ước với Vương quốc Anh. Tuy nhiên, hoạt động buôn bán vẫn tiếp tục không suy giảm và việc chính phủ Anh thông qua Đạo luật Aberdeen năm 1845 đã cho phép các tàu chiến của Anh lên tàu của Brasil và thu giữ bất kỳ vật thể nào liên quan đến buôn bán nô lệ. Trong khi Brasil vật lộn với vấn đề này, cuộc nổi dậy Praieira nổ ra vào ngày 6 tháng 11 năm 1848. Đây là cuộc xung đột giữa các phe phái chính trị địa phương trong tỉnh Pernambuco; nó bị đàn áp vào tháng 3 năm 1849. Luật Eusébio de Queirós được ban hành vào ngày 4 tháng 9 năm 1850 trao cho chính phủ Brasil quyền lực rộng rãi để chống buôn bán nô lệ bất hợp pháp. Với công cụ mới này, Brasil đã tiến tới loại bỏ việc nhập khẩu nô lệ. Đến năm 1852, cuộc khủng hoảng đầu tiên này kết thúc và nước Anh chấp nhận rằng hoạt động buôn bán nô lệ đã bị ngăn chặn.
Cuộc khủng hoảng thứ ba kéo theo một cuộc xung đột với Liên minh Argentina về quyền tài phán trên các vùng lãnh thổ tiếp giáp với Río de la Plata và quyền tự do đi lại trên tuyến đường thủy đó. Kể từ những năm 1830, nhà độc tài người Argentina là Juan Manuel de Rosas đã ủng hộ các cuộc nổi dậy ở Uruguay và Brasil. Chỉ đến năm 1850, Brasil mới có thể giải quyết được mối đe dọa do Rosas gây ra. Một liên minh đã được hình thành giữa Brasil, Uruguay và những người Argentina bất mãn, dẫn đến Chiến tranh Platine và sự lật đổ sau đó của nhà cai trị Argentina vào tháng 2 năm 1852. Barman nói rằng "một phần công lao đáng kể thuộc về Hoàng đế Pedro II, người có cái đầu lạnh, sự kiên trì với mục đích và ý thức về những gì khả thi đã được chứng minh là không thể thiếu".
Việc Đế quốc Brasil giải quyết thành công những cuộc khủng hoảng này đã nâng cao đáng kể sự ổn định và uy tín của quốc gia, và Brasil nổi lên như một cường quốc ở châu Mỹ. Trên bình diện quốc tế, người châu Âu bắt đầu coi đất nước này là hiện thân của những lý tưởng tự do quen thuộc, chẳng hạn như quyền tự do báo chí và sự tôn trọng hiến pháp đối với các quyền tự do dân sự. Chế độ quân chủ nghị viện đại diện của nó cũng hoàn toàn trái ngược với sự pha trộn giữa các chế độ độc tài và sự bất ổn đặc hữu ở các quốc gia khác ở Nam Mỹ trong thời kỳ này.

## Pedro II với chính trị

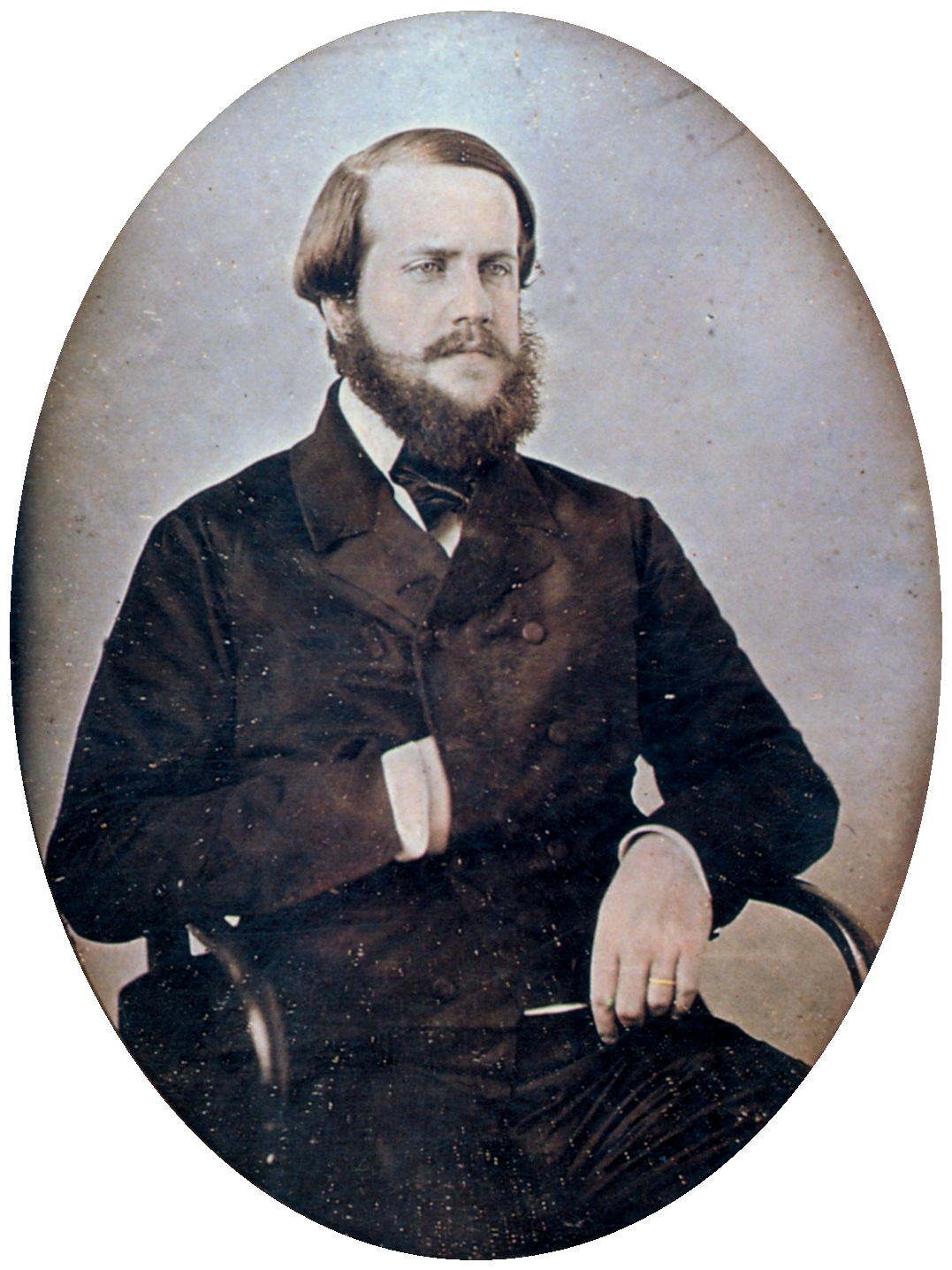
Pedro II năm 25 tuổi, 1851

Vào đầu những năm 1850, Brasil có được sự ổn định nội bộ và thịnh vượng kinh tế. Dưới sự lãnh đạo chính phủ của thủ tướng Honório Hermeto Carneiro Leão (lúc đó là Tử tước và sau này là Hầu tước xứ Paraná), Hoàng đế đã tiến hành chương trình đầy tham vọng của riêng mình: conciliação (hòa giải) và melhoramentos (phát triển kinh tế). Những cải cách của Pedro II nhằm mục đích ít đảng phái chính trị hơn và thúc đẩy phát triển cơ sở hạ tầng và kinh tế. Đất nước được kết nối với nhau thông qua đường sắt, điện báo và tàu hơi  Ý kiến chung, cả trong và ngoài nước, cho rằng những thành tựu này có thể thực hiện được là nhờ "sự cai trị của Brasil như một chế độ quân chủ và tính cách của Pedro II".
Pedro II không phải là một bù nhìn kiểu Anh cũng không phải là một nhà độc tài theo cách của các sa hoàng Nga. Hoàng đế thực thi quyền lực thông qua hợp tác với các chính trị gia được bầu chọn, lợi ích kinh tế và sự ủng hộ của dân chúng. Sự hiện diện tích cực của Pedro II trên chính trường là một phần quan trọng trong cơ cấu chính phủ, bao gồm nội các, Hạ viện và Thượng viện (hai cơ quan tạo ra Quốc hội). Ông sử dụng việc tham gia chỉ đạo đường lối của chính phủ như một phương tiện gây ảnh hưởng. Sự chỉ đạo của ông trở nên không thể thiếu, mặc dù nó không bao giờ chuyển thành "sự cai trị của một người" áp đặt ý chí của mình trên chính trường."
Những thành công chính trị đáng chú ý hơn của Hoàng đế chủ yếu đạt được nhờ vào phong cách không đối đầu và hợp tác khi ông tiếp cận cả các vấn đề cũng như các nhân vật đảng phái mà ông phải đối phó. Ông là người rất khoan dung, hiếm khi tỏ ra khó chịu trước những lời chỉ trích, phản đối hay thậm chí là sự kém cỏi. Ông không có thẩm quyền theo hiến pháp để buộc chính phủ phải chấp nhận các sáng kiến của mình mà không có sự cố vấn của nội các, và cách tiếp cận hợp tác của ông đối với việc cai trị đã giúp đất nước tiến bộ và giúp hệ thống chính trị hoạt động thành công. Hoàng đế tôn trọng các đặc quyền của cơ quan lập pháp, ngay cả khi họ chống lại, trì hoãn hoặc cản trở các mục tiêu và sự bổ nhiệm của ông. Hầu hết các chính trị gia đều đánh giá cao và ủng hộ vai trò của hoàng đế. Nhiều người đã sống qua thời kỳ nhiếp chính, khi việc thiếu một vị hoàng đế có thể đứng trên những lợi ích nhỏ nhặt và đặc biệt đã dẫn đến nhiều năm xung đột giữa các phe phái chính trị. Kinh nghiệm của họ trong đời sống công cộng đã tạo nên niềm tin rằng Pedro II là "không thể thiếu cho hòa bình và thịnh vượng tiếp tục của Brasil".

## Cuộc sống gia đình

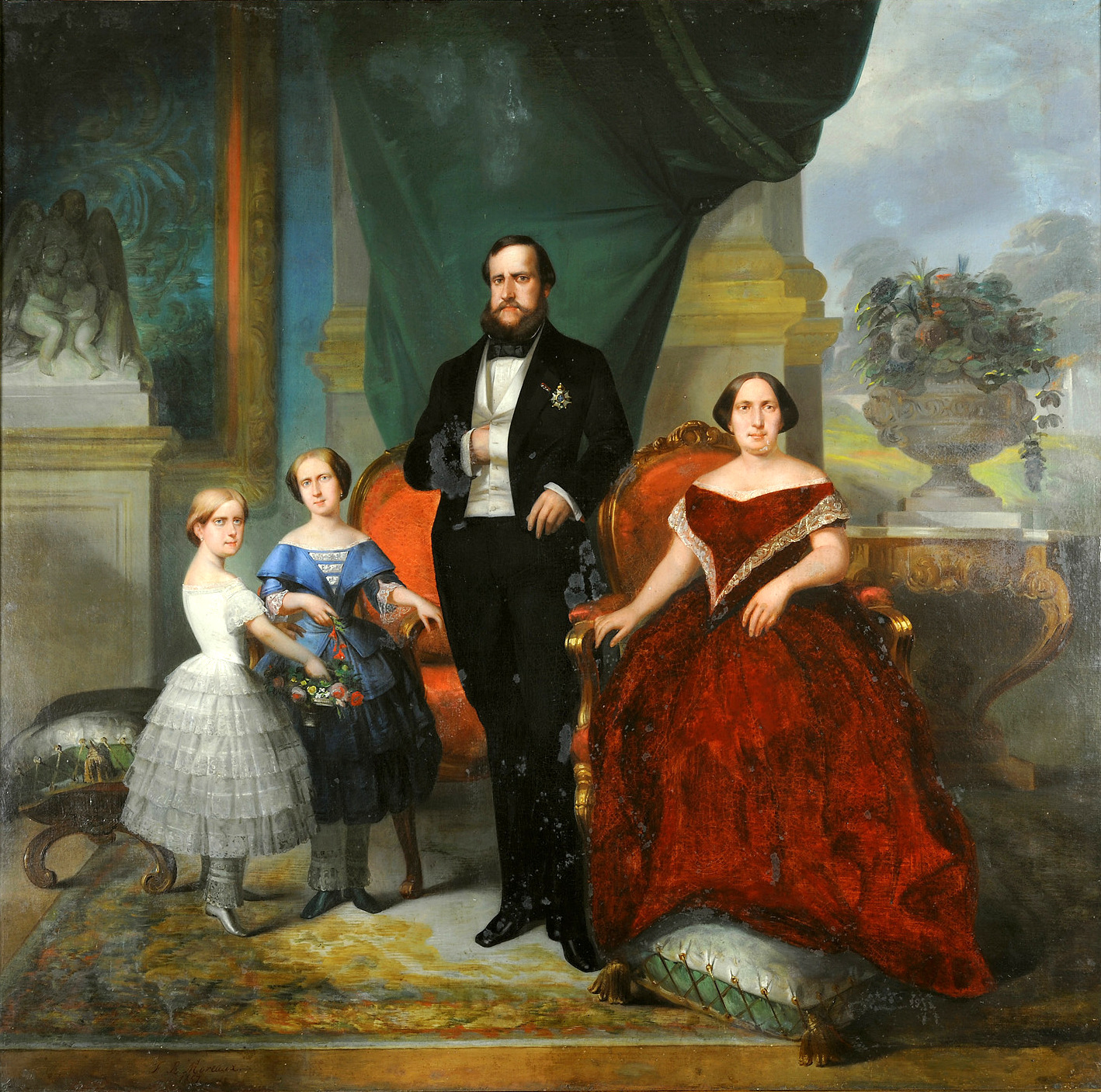
Hoàng đế Pedro II và Hoàng hậu Teresa Cristina cùng những đứa con còn sống của họ là Hoàng nữ Leopoldina và Isabel, 1857

Cuộc hôn nhân giữa Pedro II và Teresa Cristina khởi đầu không tốt đẹp. Với sự trưởng thành, kiên nhẫn và đứa con đầu lòng là Hoàng tử Afonso, mối quan hệ của họ được cải thiện. Sau này Teresa Cristina sinh thêm 3 người con: Hoàng nữ Isabel, năm 1846; Hoàng nữ Leopoldina, năm 1847; và cuối cùng là Hoàng tử Pedro Afonso, vào năm 1848. Cả hai hoàng tử đều qua đời khi còn rất trẻ, điều này đã khiến Hoàng đế rất đau buồn và thay đổi hoàn toàn quan điểm của ông về tương lai của Đế quốc. Mặc dù có tình cảm với các con gái nhưng ông không tin rằng hoàng nữ Isabel, dù là người thừa kế của ông, lại có cơ hội trị vị trên ngai vàng đế chế. Ông cảm thấy người kế vị cần phải là nam giới để chế độ quân chủ có thể tồn tại được. Ông ngày càng thấy hệ thống đế quốc gắn bó chặt chẽ với mình đến mức nó sẽ không thể tồn tại được. Isabel và em gái cô nhận được một nền giáo dục vượt trội, mặc dù họ không được đào tạo gì để chuẩn bị trị vì đất nước. Pedro II loại Isabel khỏi việc tham gia vào các hoạt động và quyết định của chính phủ.
Vào khoảng năm 1850, Pedro II bắt đầu có những mối tình kín đáo với những phụ nữ khác. Mối quan hệ nổi tiếng và lâu dài nhất trong số này liên quan đến Luísa Margarida Portugal de Barros, Nữ bá tước xứ Barral, người mà ông đã hình thành một tình bạn lãng mạn và thân mật, mặc dù không ngoại tình, sau khi bà được bổ nhiệm làm gia sư cho các con gái của hoàng đế vào tháng 11 năm 1856. Trong suốt cuộc đời của mình, Hoàng đế luôn nuôi hy vọng tìm được một người bạn tâm giao, điều mà ông cảm thấy bị lừa dối do sự cần thiết của một cuộc hôn nhân cấp quốc gia với một người phụ nữ mà ông chưa bao giờ có cảm tình. Đây chỉ là một ví dụ minh họa cho tính cách kép của ông: một người siêng năng thực hiện nghĩa vụ hoàng đế của mình và một người khác coi chức vụ hoàng gia là một gánh nặng không đáng có và là người hạnh phúc hơn trong thế giới văn học và khoa học.
Pedro II làm việc chăm chỉ và đòi hỏi rất khắt khe. Ông ấy thường thức dậy lúc 7 giờ và không ngủ trước 2 giờ sáng. Cả ngày ông dành cho công việc quốc gia và thời gian rảnh rỗi ít ỏi dành cho việc đọc và nghiên cứu. Hoàng đế thực hiện công việc hàng ngày của mình với chiếc áo khoác đuôi tôm màu đen đơn giản, quần dài và cà vạt. Trong những dịp đặc biệt, hoàng đế sẽ mặc lễ phục và chỉ xuất hiện với đầy đủ trang phục vương miện, áo choàng và vương trượng hai lần mỗi năm vào lúc khai mạc và bế mạc Quốc hội đế chế. Pedro II buộc các chính trị gia và quan chức chính phủ phải tuân theo những tiêu chuẩn nghiêm ngặt mà chính ông đã lấy bản thân mình ra để nêu gương. Hoàng đế áp dụng chính sách nghiêm ngặt trong việc tuyển chọn công chức dựa trên đạo đức và tài năng. Để đặt ra tiêu chuẩn, ông thực hành một cuộc sống giản dị, hoàng đế từng nói: "Tôi cũng hiểu rằng chi tiêu vô ích cũng giống như ăn trộm của Tổ quốc". Các buổi tiệc khiêu vũ ở triều đình chấm dứt sau năm 1852. Ông cũng từ chối yêu cầu hoặc cho phép huy động số tiền 800.000 R$ trong danh sách dân sự mỗi năm (405.000 đô la Mỹ hoặc 90.000 bảng Anh vào năm 1840) kể từ khi tuyên bố chính thức nắm quyền hoàng đế cho đến khi ông bị truất ngôi gần 50 năm sau.

## Người bảo trợ của nghệ thuật và khoa học

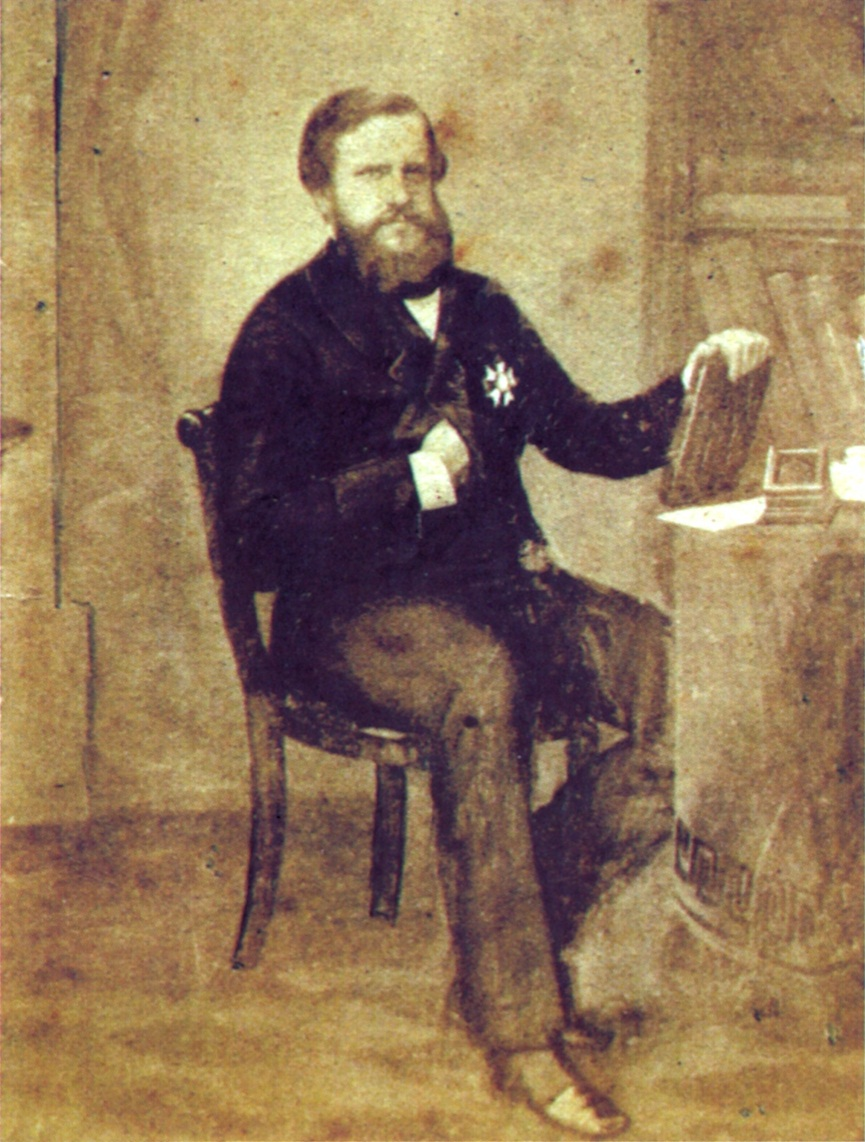
Pedro II khoảng 32 tuổi, năm 1858. Vào những năm 1850, sách bắt đầu xuất hiện nổi bật trong các bức chân dung của ông, ám chỉ vai trò của ông là người ủng hộ giáo dục.

"Tôi sinh ra để cống hiến hết mình cho văn hóa và khoa học," Hoàng đế đã viết như thế trong nhật ký riêng của mình vào năm 1862. Ông luôn ham học hỏi và tìm thấy trong sách một nơi ẩn náu cho tầm hồn mình trước những yêu cầu khắt khe của nghĩa vụ hoàng đế. Các chủ đề mà Pedro II quan tâm rất rộng, bao gồm nhân chủng học, lịch sử, địa lý, địa chất, y học, luật, nghiên cứu tôn giáo, triết học, hội họa, điêu khắc, sân khấu, âm nhạc, hóa học, vật lý, thiên văn học, thơ ca và công nghệ cùng nhiều chủ đề khác. Vào cuối triều đại của ông, đã có 3 thư viện trong cung điện São Cristóvão chứa hơn 60.000 cuốn sách. Niềm đam mê ngôn ngữ học đã thôi thúc ông nghiên cứu các ngôn ngữ mới trong suốt cuộc đời và ông không chỉ có thể nói và viết tiếng Bồ Đào Nha mà còn cả tiếng La Tinh, tiếng Pháp, tiếng Đức, tiếng Anh, tiếng Ý, tiếng Tây Ban Nha, tiếng Hy Lạp, tiếng Ả Rập, tiếng Do Thái, tiếng Phạn, tiếng Trung, tiếng Occitan và tiếng Tupi. Ông trở thành nhiếp ảnh gia người Brasil đầu tiên khi mua được một chiếc máy ảnh daguerreotype vào tháng 3 năm 1840. Ông thành lập một phòng thí nghiệm ở São Cristóvão chuyên về nhiếp ảnh và một phòng thí nghiệm khác về hóa học và vật lý. Ông cũng cho xây dựng một đài quan sát thiên văn.
Hoàng đế xem giáo dục là tầm quan trọng quốc gia và chính ông là tấm gương cụ thể về giá trị của việc học. Ông đã từng viết: "Nếu tôi không phải là Hoàng đế, tôi muốn trở thành một giáo viên. Tôi không biết nhiệm vụ nào cao cả hơn là hướng dẫn trí tuệ cho trẻ em và chuẩn bị cho những người đàn ông của ngày mai". Viện Lịch sử và Địa lý Brasil nhằm thúc đẩy nghiên cứu và bảo tồn các ngành khoa học lịch sử, địa lý, văn hóa và xã hội. Học viện Âm nhạc và Opera Quốc gia Hoàng gia và Trường Pedro II cũng được thành lập, trường này đóng vai trò là hình mẫu cho các trường học trên khắp Brasil. Học viện Mỹ thuật Hoàng gia do cha ông thành lập đã nhận được sự củng cố và hỗ trợ hơn nữa. Sử dụng thu nhập từ danh sách dân sự của mình, Pedro II đã cấp học bổng cho sinh viên Brasil theo học tại các trường đại học, trường nghệ thuật và nhạc viện ở Châu Âu. Ông cũng tài trợ cho việc thành lập Viện Pasteur, giúp bảo lãnh việc xây dựng Bayreuth Festspielhaus của Wagner, cũng như đăng ký các dự án tương tự. Những nỗ lực của ông đã được ghi nhận cả trong và ngoài nước. Charles Darwin đã nói về ông: "Hoàng đế làm rất nhiều việc cho khoa học, đến nỗi mọi nhà khoa học đều phải thể hiện sự tôn trọng tối đa với ông".
Pedro II trở thành thành viên của Hội Vương thất Luân Đôn, Viện Hàn lâm Khoa học Nga, Viện Hàn lâm Khoa học và Nghệ thuật Hoàng gia Bỉ và Hiệp hội Địa lý Hoa Kỳ. Năm 1875, ông được bầu vào Viện Hàn lâm Khoa học Pháp, một vinh dự trước đây chỉ được trao cho hai nguyên thủ quốc gia khác: Peter Đại đế và Napoléon Bonaparte. Ông trao đổi thư từ với các nhà khoa học, triết gia, nhạc sĩ và trí thức khác. Nhiều thông tín viên đã trở thành bạn của ông, trong đó có Richard Wagner, Louis Pasteur, Louis Agassiz, John Greenleaf Whittier, Michel Eugène Chevreul, Alexander Graham Bell, Henry Wadsworth Longfellow, Arthur de Gobineau, Frédéric Mistral, Alessandro Manzoni, Alexandre Herculano, Camilo Castelo Branco, và James Cooley Fletcher. Sự uyên bác của ông đã khiến Friedrich Nietzsche ngạc nhiên khi hai người gặp nhau, ông đã nói với Hoàng đế: "Thưa ngài, ngài là một công dân vĩ đại, ngài là cháu trai của Marcus Aurelius," và Alexandre Herculano gọi ông là "Vị thân vương mà ý kiến chung cho là xuất sắc nhất trong thời đại của ông vì trí tuệ tài năng của ông và do ông thường xuyên áp dụng tài năng đó vào khoa học và văn hóa".

## Đụng độ với Đế chế Anh

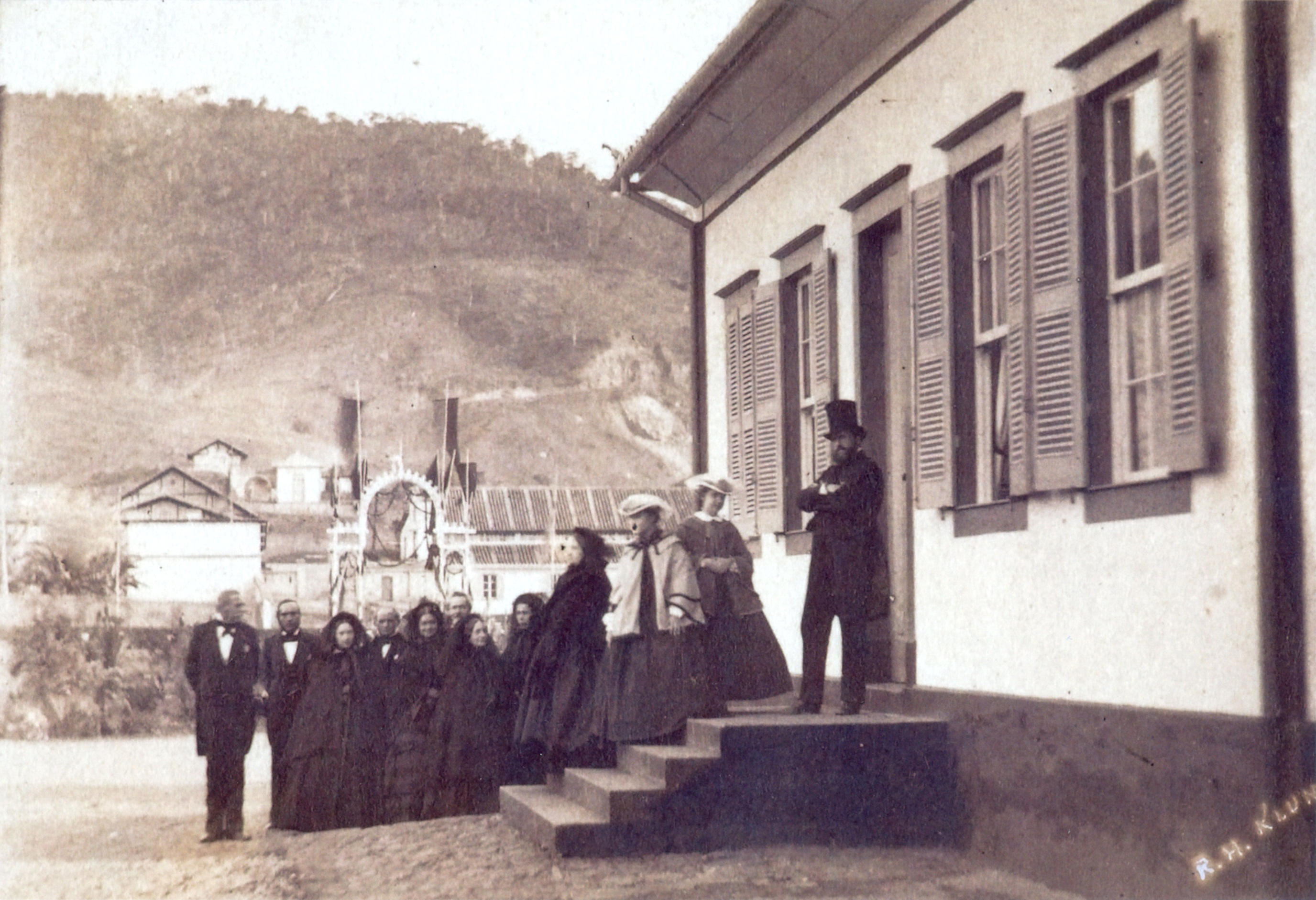
Pedro II ở tuổi 35 cùng vợ và các con gái đến thăm một trang trại ở tỉnh miền nam Minas Gerais, 1861

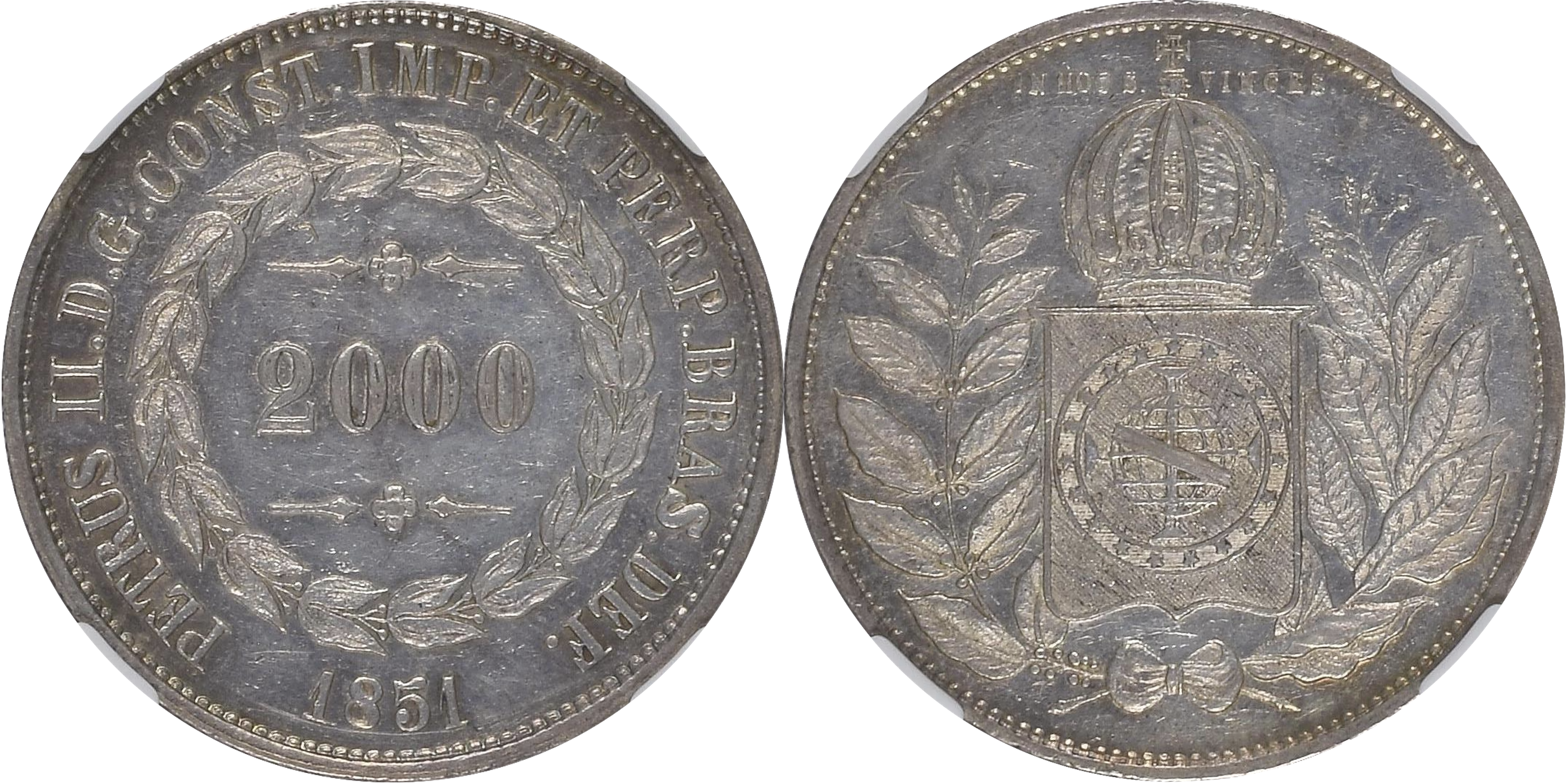
Xu bạc 2000 rei, được đúc năm 1851 đầu triều đại của Pedro II

Vào cuối năm 1859, Pedro II khởi hành chuyến đi đến các tỉnh phía Bắc thủ đô, thăm Espírito Santo, Bahia, Sergipe, Alagoas, Pernambuco và Paraíba. Ông trở lại vào tháng 2 năm 1860 sau 4 tháng. Chuyến đi thành công rực rỡ, Hoàng đế được chào đón nồng nhiệt và vui vẻ ở khắp nơi. Nửa đầu thập niên 1860, chứng kiến hòa bình và thịnh vượng ở Brasil. Các quyền tự do dân sự được duy trì. Quyền tự do ngôn luận đã tồn tại từ khi Brasil giành được độc lập và được Pedro II bảo vệ mạnh mẽ. Ông nhận thấy báo chí từ thủ đô và từ các tỉnh là một cách lý tưởng để theo dõi dư luận và tình hình chung của đất nước. Một phương tiện khác để giám sát Đế quốc là thông qua liên hệ trực tiếp với thần dân của mình. Hoàng đế thực hiện các buổi tiếp kiến công chúng thường kỳ vào Thứ Ba và Thứ Bảy, nơi bất kỳ ai thuộc bất kỳ tầng lớp xã hội nào, kể cả nô lệ, đều có thể được trình bày những kiến nghị cũng như câu chuyện của họ. Các chuyến thăm tới các trường học, cao đẳng, nhà tù, triển lãm, nhà máy, doanh trại và những lần xuất hiện trước công chúng khác mang lại nhiều cơ hội hơn để hoàng đế thu thập thông tin trực tiếp.
Sự yên tĩnh này tạm thời biến mất khi lãnh sự Anh ở Rio de Janeiro, William Dougal Christie, suýt gây ra một cuộc chiến giữa Anh và Brasil. Christie đã gửi Tối hậu thông điệp bao gồm các yêu cầu liên quan đến 2 sự cố nhỏ vào cuối năm 1861 và đầu năm 1862. Vụ đầu tiên là vụ chìm một chiếc tàu thương mại trên bờ biển Rio Grande do Sul, sau đó hàng hóa của nó bị cư dân địa phương cướp phá. Vụ thứ hai là vụ bắt giữ các sĩ quan Anh say rượu đang gây náo loạn trên đường phố Rio.
Chính phủ Brasil không chịu nhượng bộ, và Christie ra lệnh cho các tàu chiến Anh bắt giữ các tàu buôn Brasil để bồi thường. Brasil đã chuẩn bị cho điều được coi là một cuộc xung đột sắp xảy ra. Pedro II là nguyên nhân chính dẫn đến sự phản kháng của Brasil; ông bác bỏ mọi đề nghị nhượng bộ. Phản ứng này gây ngạc nhiên cho Christie, người đã thay đổi quan điểm cứng rắng và đề xuất một giải pháp hòa bình thông qua trọng tài quốc tế. Chính phủ Brasil đưa ra yêu cầu của mình và khi thấy vị thế của chính phủ Anh suy yếu, họ đã cắt đứt quan hệ ngoại giao với Anh vào tháng 6 năm 1863.

## Chiến tranh Paraguay

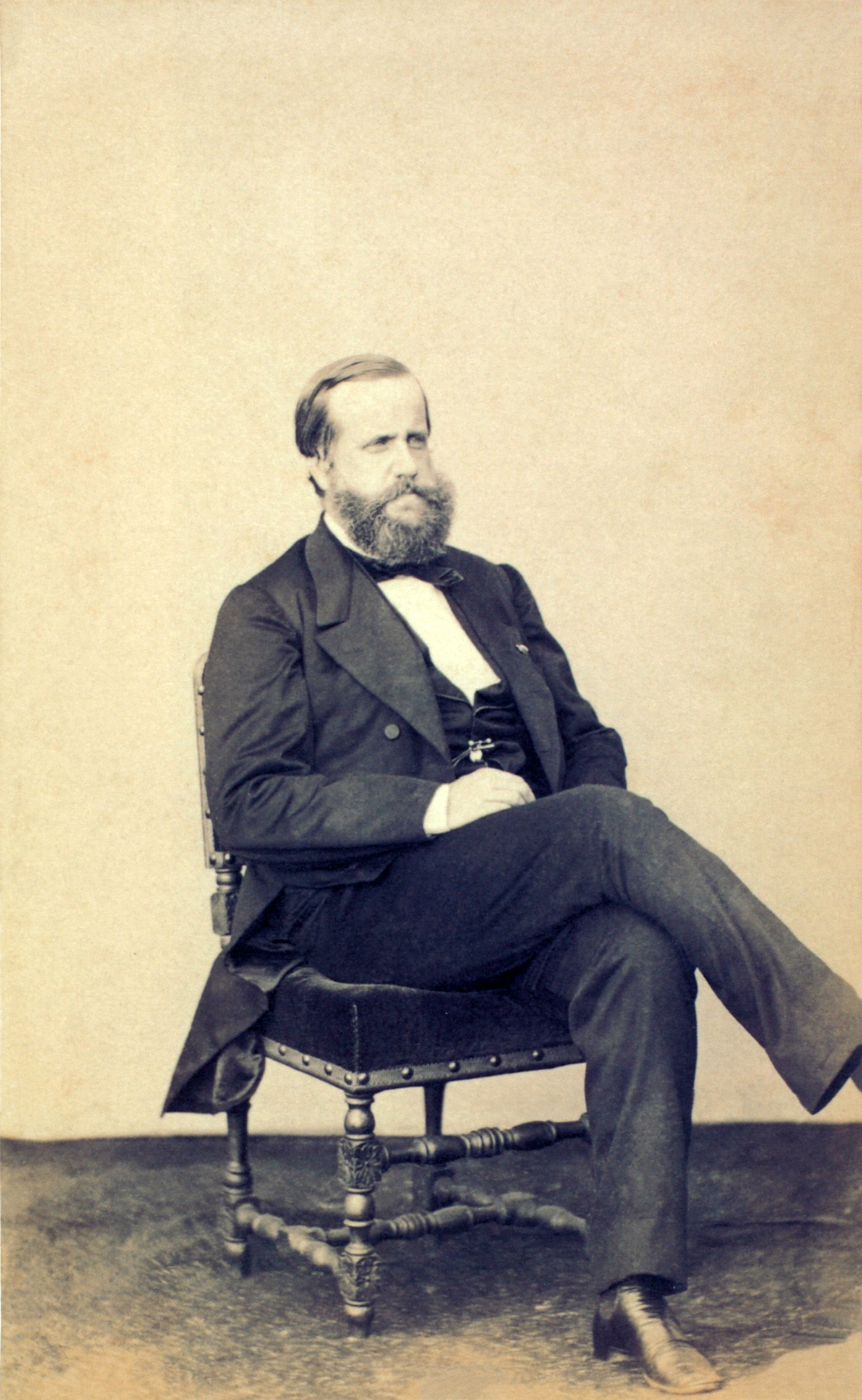
Pedro II năm 39 tuổi, 1865

### Tình nguyện viên số một
Khi cuộc xung đột với Đế quốc Anh có khả năng sẽ xảy ra, Brasil buộc phải chuyển sự chú ý của mình sang biên giới phía nam. Một cuộc nội chiến khác đã nổ ra ở Uruguay khi các đảng phái chính trị của họ xung đột với nhau. Xung đột nội bộ đã dẫn đến việc giết hại người Brasil và cướp bóc tài sản của họ ở Uruguay. Chính phủ Brasil quyết định can thiệp, vì sợ gây ấn tượng yếu kém khi đối mặt xung đột với người Anh trong tương lai. Một đội quân Brasil đã xâm lược Uruguay vào tháng 12 năm 1864, bắt đầu Chiến tranh Uruguay ngắn ngủi, kết thúc vào tháng 2 năm 1865. Trong khi đó, nhà độc tài của Paraguay, Francisco Solano López, đã lợi dụng tình hình để thiết lập đất nước của mình như một cường quốc khu vực. Quân đội Paraguay đã xâm lược tỉnh Mato Grosso của Brasil (khu vực được gọi sau năm 1977 là bang Mato Grosso do Sul), gây ra Chiến tranh Paraguay. Bốn tháng sau, quân đội Paraguay đã xâm lược lãnh thổ Argentina như một màn dạo đầu cho một cuộc tấn công vào Rio Grande do Sul.
Nhận thức được tình trạng hỗn loạn ở Rio Grande do Sul và sự bất lực cũng như sự bất tài của các chỉ huy quân sự trong việc chống lại quân đội Paraguay, Pedro II đã quyết định đích thân ra mặt trận. Sau khi nhận được sự phản đối từ nội các, Đại hội đồng và Hội đồng Nhà nước, Pedro II tuyên bố: "Nếu họ có thể ngăn cản tôi ra mặt trận với tư cách là Hoàng đế, họ không thể ngăn cản tôi thoái vị và trở thành Tình nguyện viên Tổ quốc"—ám chỉ những người Brasil tình nguyện ra trận và được cả nước biết đến với cái tên "Tình nguyện viên Tổ quốc" (Voluntários da Pátria). Bản thân nhà vua được mọi người gọi là "tình nguyện viên số một". Được phép rời đi, Pedro II đã xuống tàu ở Rio Grande do Sul vào tháng 7 và tiếp tục hành trình từ đó bằng đường bộ. Ông đã đi bộ bằng ngựa và xe ngựa, ngủ qua đêm trong một chiếc lều dã dịch.[142] Vào tháng 9, Pedro II đến Uruguaiana, một thị trấn của Brasil do quân đội Paraguay bị bao vây chiếm đóng.
Hoàng đế cưỡi ngựa trong tầm bắn của Uruguaiana, nhưng người Paraguay không tấn công ông. Để tránh đổ máu thêm, ông đưa ra các điều khoản đầu hàng cho chỉ huy người Paraguay và họ đã chấp nhận. Sự phối hợp các hoạt động quân sự của Pedro II và tấm gương cá nhân của ông đã đóng vai trò quyết định trong việc đẩy lùi thành công cuộc xâm lược vào lãnh thổ Brasil của Paraguay. Trước khi trở về Rio de Janeiro, ông đã tiếp phái viên ngoại giao Anh là Bá tước Edward Thornton, người đã gửi lời xin lỗi thay mặt Nữ hoàng Victoria và Chính phủ Anh về cuộc khủng hoảng giữa hai đất nước. Hoàng đế coi chiến thắng ngoại giao này trước quốc gia hùng mạnh nhất thế giới là đủ và khôi phục lại mối quan hệ hữu nghị với Anh.

### Chiến thắng toàn diện và cái giá đắt đỏ của nó

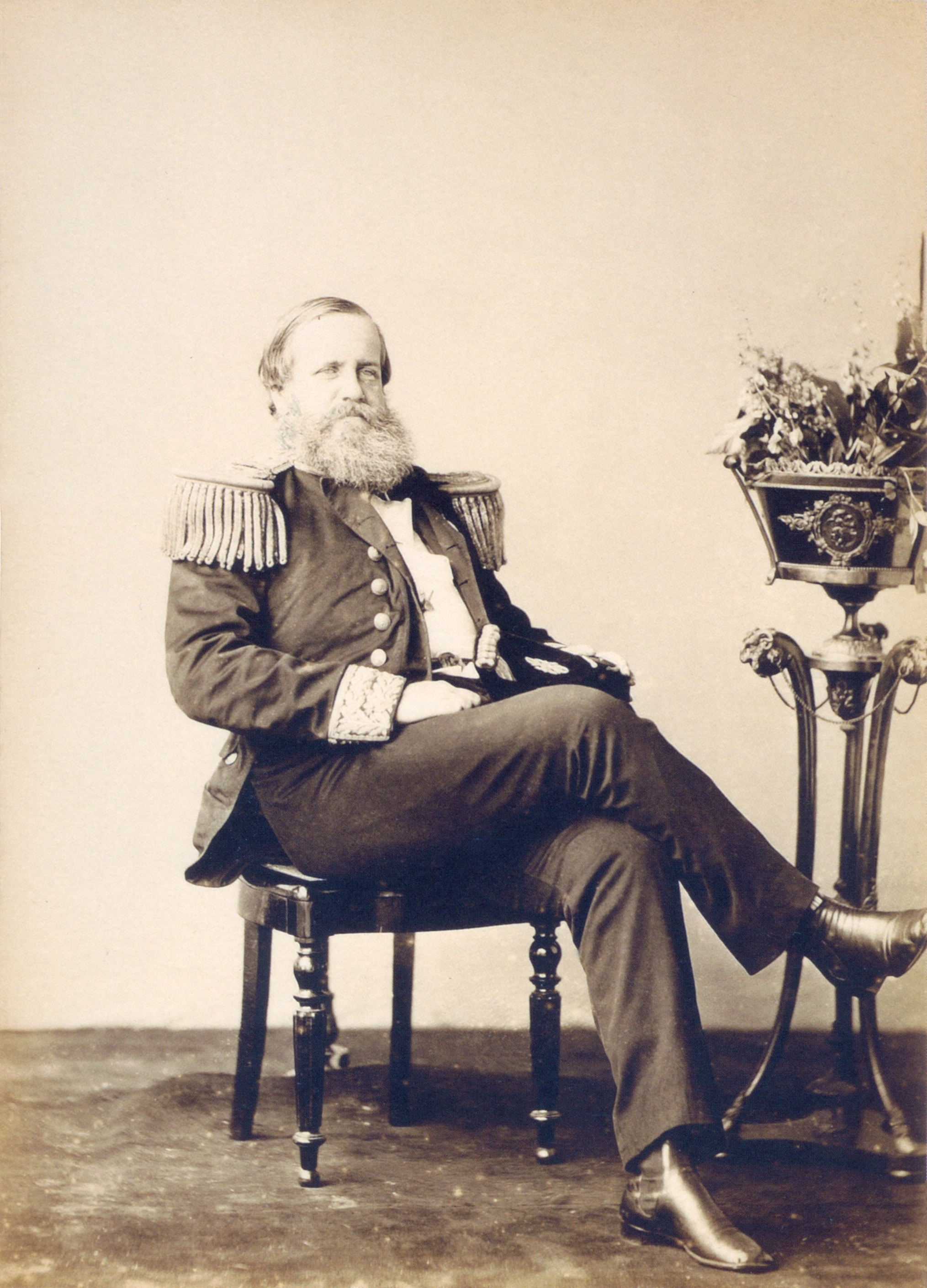
Bức ảnh chụp Pedro II năm 1870, những năm tháng chiến tranh đã khiến hoàng đế già trước tuổi.

Trái với mọi dự đoán, cuộc chiến đã kéo dài trong 5 năm. Trong thời gian này, Pedro II đã dành thời gian và sức lực cho nỗ lực chiến tranh. Ông đã làm việc không biết mệt mỏi để huy động và trang bị quân đội nhằm tăng cường cho tiền tuyến và thúc đẩy việc đóng tàu chiến mới cho hải quân. Việc cưỡng hiếp phụ nữ, bạo lực lan rộng đối với dân thường, cướp bóc và phá hủy tài sản xảy ra trong cuộc xâm lược lãnh thổ Brasil của Paraguay đã để lại ấn tượng sâu sắc cho ông. Ông đã cảnh báo Nữ bá tước Barral vào tháng 11 năm 1866 rằng "cuộc chiến phải được kết thúc như danh dự đòi hỏi, phải trả giá bằng chính giá trị của nó". Barman cho biết "Những khó khăn, thất bại và sự mệt mỏi vì chiến tranh không ảnh hưởng đến quyết tâm thầm lặng của ông". Thương vong ngày càng tăng không làm ông sao nhãng khỏi việc thúc đẩy những gì ông coi là mục tiêu chính nghĩa của Brasil, và ông đã sẵn sàng hy sinh ngai vàng của chính mình để đạt được kết quả danh dự. Viết trong nhật ký của mình vài năm trước, Pedro II đã nói: "Tôi có thể sợ hãi điều gì? Rằng họ sẽ lấy mất chính quyền của tôi? Nhiều vị vua tốt hơn tôi đã mất nó, và đối với tôi, nó không hơn gì sức nặng của một cây thánh giá mà tôi có nhiệm vụ phải mang".
Cùng lúc đó, Pedro II đã nỗ lực ngăn chặn các cuộc cãi vã giữa các đảng phái chính trị quốc gia làm suy yếu phản ứng quân sự. Hoàng đế đã chiến thắng trong một cuộc khủng hoảng chính trị nghiêm trọng vào tháng 7 năm 1868 do một cuộc cãi vã giữa nội các và Công tước Luís Alves de Lima e Silva (lúc đó là Hầu tước và sau này là Công tước xứ Caxias), tổng tư lệnh các lực lượng Brasil tại Paraguay. Caxias cũng là một chính trị gia và là thành viên của đảng đối lập với nội các. Hoàng đế đứng về phía ông, dẫn đến việc nội các từ chức. Khi Pedro II điều động để mang lại kết quả thắng lợi trong cuộc xung đột với Paraguay, ông đã ủng hộ các đảng phái và phe phái chính trị dường như hữu ích nhất trong nỗ lực này. Danh tiếng của chế độ quân chủ đã bị tổn hại và vị thế đáng tin cậy của chế độ này như một bên trung gian công bằng đã bị ảnh hưởng nghiêm trọng trong thời gian dài. Ông không quan tâm đến vị trí cá nhân của mình và bất kể tác động đến hệ thống đế quốc như thế nào, ông quyết tâm đặt lợi ích quốc gia lên trên bất kỳ tác hại tiềm tàng nào do những sự tiện lợi như vậy gây ra.
Việc ông từ chối chấp nhận bất cứ điều gì ngoài chiến thắng hoàn toàn là yếu tố then chốt trong kết quả. Sự kiên trì của ông đã được đền đáp xứng đáng với tin tức rằng López đã tử trận vào ngày 1 tháng 3 năm 1870, đưa cuộc chiến đến hồi kết thúc. Pedro II đã từ chối đề xuất của Đại hội đồng về việc dựng một bức tượng cưỡi ngựa của ông để kỷ niệm chiến thắng và thay vào đó chọn sử dụng số tiền đó để xây dựng các trường tiểu học.

## Chủ nghĩa bãi nô

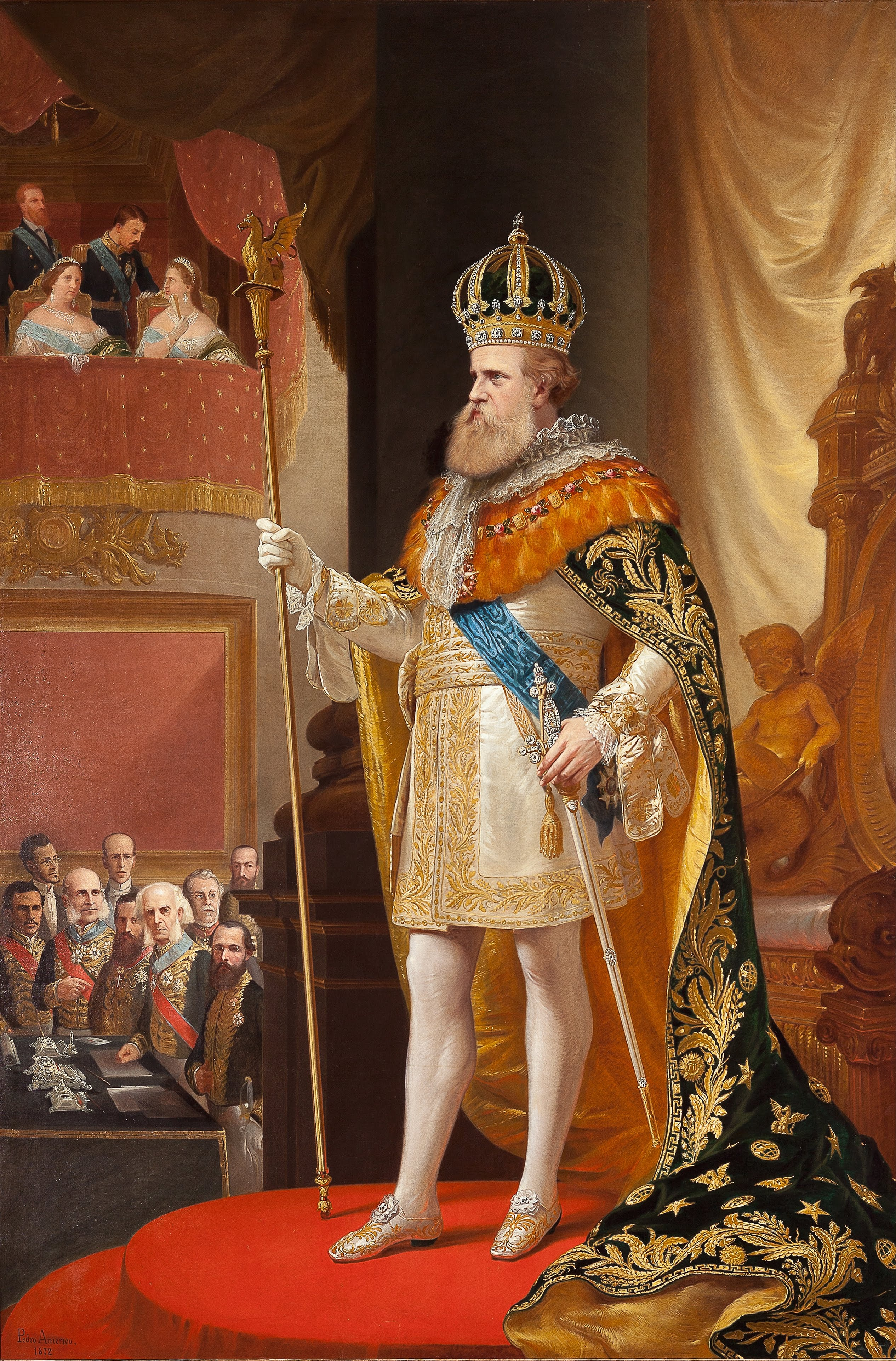
Pedro II ở tuổi 46 đang đọc bài phát biểu từ ngai vàng mặc Trang phục Hoàng gia, 1872

Vào những năm 1870, tiến bộ đã đạt được trong cả lĩnh vực xã hội và chính trị ở Brasil khi các bộ phận của xã hội được hưởng lợi từ các cuộc cải cách và chia sẻ sự thịnh vượng ngày càng tăng.  Danh tiếng quốc tế của Brasil về sự ổn định chính trị và tiềm năng đầu tư được cải thiện đáng kể. Đế chế Brasil được coi là một quốc gia hiện đại và tiến bộ, không có quốc gia nào sánh kịp ở châu Mỹ, ngoại trừ Hoa Kỳ. Nền kinh tế bắt đầu tăng trưởng nhanh chóng và nhập cư phát triển mạnh mẽ. Đường sắt, đường bộ và các dự án hiện đại hóa khác đã được thông qua. Với "chế độ nô lệ sắp bị xóa sổ và các cải cách khác được dự kiến, triển vọng cho 'những tiến bộ về mặt đạo đức và vật chất' có vẻ rất lớn".
Vào năm 1870, rất ít người Brasil phản đối chế độ nô lệ và thậm chí còn ít người công khai lên án chế độ này hơn. Pedro II, người không sở hữu nô lệ, là một trong số ít người phản đối chế độ nô lệ. Việc bãi bỏ chế độ này là một chủ đề tế nhị. Nô lệ được sử dụng bởi tất cả các tầng lớp, từ người giàu nhất đến người nghèo nhất. Pedro II muốn chấm dứt dần dần việc thực hành này để làm giảm tác động đến nền kinh tế quốc gia. Không có thẩm quyền theo hiến pháp để can thiệp trực tiếp vào việc xóa bỏ chế độ nô lệ, Hoàng đế sẽ cần sử dụng mọi kỹ năng của mình để thuyết phục, gây ảnh hưởng và tập hợp sự ủng hộ của các chính trị gia để đạt được mục tiêu của mình. Động thái công khai đầu tiên của ông diễn ra vào năm 1850, khi ông đe dọa sẽ thoái vị trừ khi Đại hội đồng tuyên bố buôn bán nô lệ Đại Tây Dương là bất hợp pháp.
Sau khi giải quyết vấn đề từ nước ngoài vào Brasil, Pedro II chuyển sự chú ý của mình vào đầu những năm 1860 sang việc xóa bỏ nguồn còn lại: những nô lệ là trẻ em được sinh ra từ đôi vợ chồng là nô lệ. Luật đã được soạn thảo theo sáng kiến của ông, nhưng cuộc xung đột với Paraguay đã làm chậm trễ việc thảo luận về đề xuất này tại Đại hội đồng. Pedro II đã công khai yêu cầu xóa bỏ dần chế độ nô lệ trong bài phát biểu từ ngai vàng năm 1867. Ông đã bị chỉ trích nặng nề, và động thái của ông bị lên án là "tự sát quốc gia". Những người chỉ trích lập luận rằng "việc bãi bỏ chế độ nô lệ là mong muốn cá nhân của ông chứ không phải của quốc gia". Ông cố tình phớt lờ thiệt hại chính trị ngày càng tăng đối với hình ảnh của mình và chế độ quân chủ do hậu quả của việc ông ủng hộ việc bãi bỏ chế độ nô lệ. Cuối cùng, một dự luật do Thủ tướng José Paranhos thúc đẩy đã được ban hành với tên gọi Luật Rio Branco vào ngày 28 tháng 9 năm 1871, theo đó tất cả trẻ em sinh ra từ phụ nữ nô lệ sau ngày đó đều được coi là người tự do.

## Đến Châu Âu và Bắc Phi

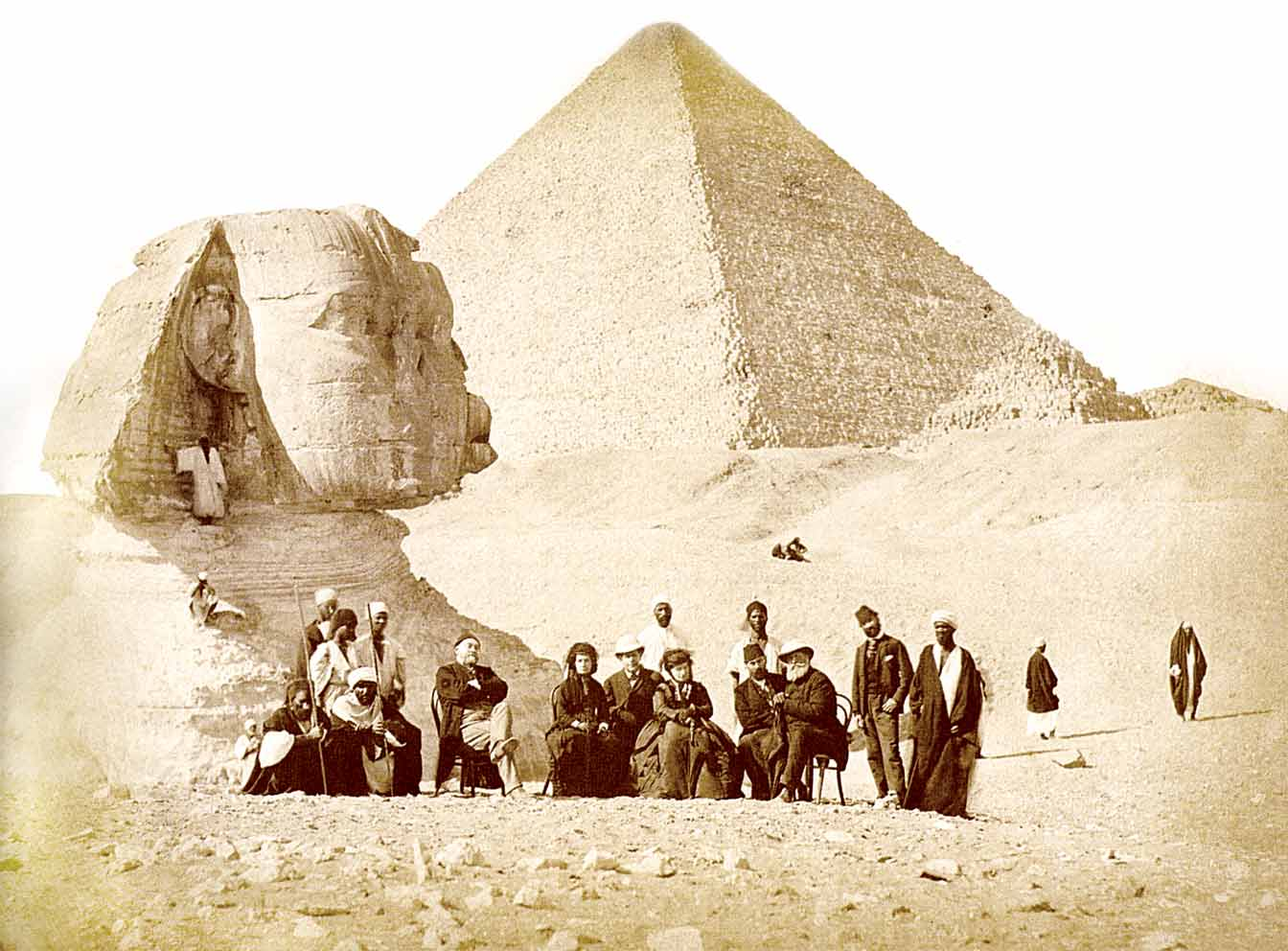
Nhà khảo cổ học người Pháp Auguste Mariette (ngồi, phía xa bên trái) và Pedro II (ngồi, phía xa bên phải) cùng những người khác trong chuyến thăm của Hoàng đế tới Kim tử tháp Giza vào cuối năm 1871

Vào ngày 25 tháng 5 năm 1871, Pedro II và vợ đã đi du lịch đến Châu Âu. Ông đã mong muốn được đi nghỉ ở nước ngoài từ lâu. Khi có tin con gái út của ông, Hoàng nữ Leopoldina, 23 tuổi, đã qua đời tại Viên vì bệnh sốt thương hàn vào ngày 7 tháng 2, cuối cùng ông đã có lý do cấp bách để mạo hiểm ra khỏi Đế chế. Khi đến Lisboa, Vương quốc Bồ Đào Nha, ông ngay lập tức đến Cung điện Janelas Verdes, nơi ông gặp người mẹ kế mà ông rất yêu quý là Amélie xứ Leuchtenberg. Hai người đã không gặp nhau trong 40 năm và cuộc gặp gỡ thật xúc động. Pedro II đã ghi lại trong nhật ký của mình: "Tôi đã khóc vì hạnh phúc và cũng vì buồn khi thấy Mẹ tôi rất yêu thương tôi nhưng lại quá già và quá ốm yếu".
Hoàng đế đã tiếp tục đến thăm Tây Ban Nha, Vương quốc Anh, Bỉ, Đế quốc Đức, Đế quốc Áo, Vương quốc Ý, Ai Cập, Hy Lạp, Thụy Sĩ và Pháp. Tại Coburg, ông đã đến thăm mộ con gái mình. Ông thấy đây là "thời gian giải thoát và tự do". Ông đã đi du lịch dưới cái tên giả là "Dom Pedro de Alcântara", khăng khăng đòi được đối xử bình thường để tránh các nghi lễ hoàng gia và chỉ ở trong khách sạn. Ông dành những ngày của mình để tham quan và trò chuyện với các nhà khoa học và trí thức khác mà ông chia sẻ sở thích. Chuyến đi lưu trú ở châu Âu đã chứng tỏ là một thành công, và thái độ và sự tò mò của ông đã giành được sự chú ý tôn trọng ở các quốc gia mà ông đã đến thăm. Uy tín của cả Đế chế Brasil và Pedro II đã được nâng cao hơn nữa trong chuyến đi khi có tin tức từ Brasil rằng Luật Rio Branco, bãi bỏ nguồn gốc cuối cùng của chế độ nô lệ, đã được phê chuẩn.

## Vấn đề tôn giáo

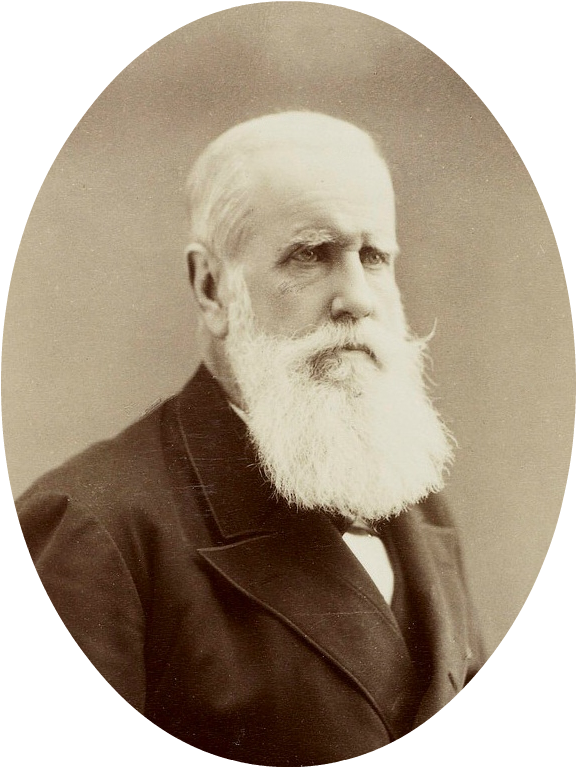
Pedro II năm 1887

Ngay sau khi trở về Brasil, Pedro II đã phải đối mặt với một cuộc khủng hoảng bất ngờ. Giáo sĩ Brasil từ lâu đã thiếu nhân sự, thiếu kỷ luật và trình độ học vấn thấp, dẫn đến sự mất mát lớn về sự tôn trọng đối với Giáo hội Công giáo. Chính quyền đế quốc đã bắt tay vào một chương trình cải cách để giải quyết những thiếu sót này. Vì Công giáo là quốc giáo, nên chính quyền đã thực hiện rất nhiều quyền kiểm soát đối với các vấn đề của Giáo hội, trả lương cho giáo sĩ, bổ nhiệm linh mục giáo xứ, đề cử giám mục, phê chuẩn sắc lệnh của Giáo hoàng từ Vatican và giám sát các chủng viện. Trong quá trình theo đuổi cải cách, chính quyền đã lựa chọn các giám mục đáp ứng các tiêu chí về trình độ học vấn, hỗ trợ cải cách và phẩm chất đạo đức. Tuy nhiên, khi những người đàn ông có năng lực hơn bắt đầu lấp đầy hàng ngũ giáo sĩ, sự phẫn nộ đối với sự kiểm soát của chính quyền đối với Giáo hội ngày càng tăng.
Các giám mục xứ Olinda và Belém (lần lượt ở các tỉnh Pernambuco và Pará) là hai trong số những giáo sĩ Brasil thế hệ mới có học thức và nhiệt thành. Họ chịu ảnh hưởng của chủ nghĩa cực đoan, lan rộng trong cộng đồng Công giáo trong giai đoạn này. Năm 1872, họ ra lệnh trục xuất những người theo Hội Tam Điểm khỏi các hội đoàn giáo dân. Trong khi Hội Tam điểm châu Âu thường có xu hướng vô thần và chống giáo sĩ, thì mọi thứ lại khác nhiều ở Brasil, nơi mà việc gia nhập các hội Tam điểm rất phổ biến—mặc dù bản thân Pedro II không phải là một người theo Hội Tam điểm. Chính phủ do Tử tước Rio Branco đứng đầu đã cố gắng thuyết phục các giám mục bãi bỏ hai lần riêng biệt, nhưng họ đã từ chối. Điều này dẫn đến việc họ bị Tòa án Công lý Tối cao xét xử và kết án. Năm 1874, họ bị kết án bốn năm lao động khổ sai, mặc dù Hoàng đế đã giảm án xuống chỉ còn tù.
Pedro II đã đóng vai trò quyết định khi ủng hộ rõ ràng các hành động của chính phủ. Ông là một tín đồ tận tụy của Công giáo, mà ông coi là thúc đẩy các giá trị văn minh và công dân quan trọng. Trong khi ông tránh bất cứ điều gì có thể được coi là không chính thống, ông cảm thấy tự do để suy nghĩ và hành động độc lập. Hoàng đế chấp nhận những ý tưởng mới, chẳng hạn như thuyết tiến hóa của Charles Darwin, trong đó ông nhận xét rằng "các quy luật mà ông [Darwin] đã khám phá ra tôn vinh Đấng sáng tạo". Ông ôn hòa trong đức tin tôn giáo của mình nhưng không thể chấp nhận sự thiếu tôn trọng đối với luật dân sự và thẩm quyền của chính phủ. Như ông đã nói với con rể của mình: "[Chính phủ] phải đảm bảo rằng hiến pháp được tuân thủ. Trong các thủ tục này không có mong muốn bảo vệ thợ nề; mà đúng hơn là mục tiêu duy trì quyền của chính quyền dân sự". Cuộc khủng hoảng đã được giải quyết vào tháng 9 năm 1875, sau khi Hoàng đế miễn cưỡng đồng ý ân xá toàn diện cho các giám mục và Tòa thánh đã hủy bỏ các lệnh cấm.

## Đến Hoa Kỳ, Châu Âu và Trung Đông

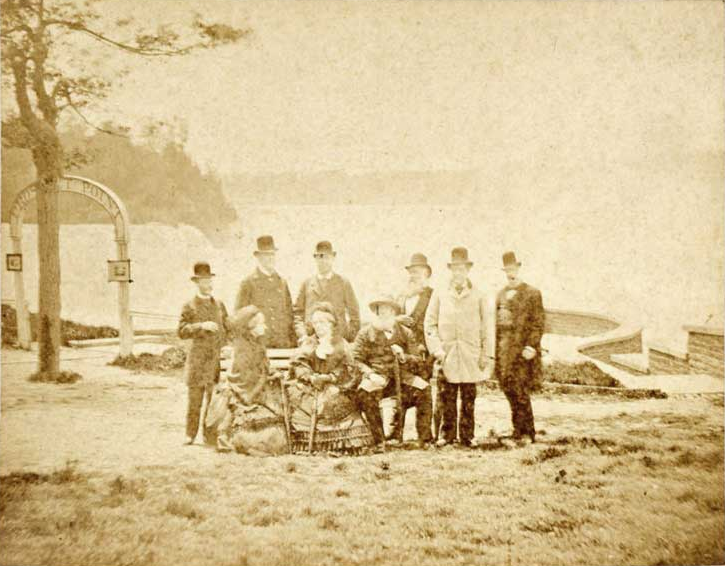
Pedro II (ngồi, bên phải) tại Thác Niagara, 1876

Một lần nữa, Hoàng đế lại đi nước ngoài, lần này là đến Hoa Kỳ. Ông đi cùng người hầu trung thành Rafael, người đã nuôi nấng ông từ nhỏ. Pedro II đến Thành phố New York vào ngày 15 tháng 4 năm 1876 và lên đường từ đó để đi khắp đất nước; đi xa tới tận San Francisco ở phía tây, New Orleans ở phía nam, Washington, D.C. và phía bắc tới Toronto, Canada. Chuyến đi là "một chiến thắng hoàn toàn", Pedro II đã để lại ấn tượng sâu sắc cho người dân Mỹ bằng sự giản dị và lòng tốt của mình. Sau đó, ông băng qua Đại Tây Dương, nơi ông đến thăm Đan Mạch, Thụy Điển, Phần Lan, Đế quốc Nga, Đế quốc Ottoman, Hy Lạp, Đất Thánh, Ai Cập, Ý, Áo, Đức, Pháp, Anh, Ireland, Hà Lan, Thụy Sĩ và Bồ Đào Nha. Ông trở về Brasil vào ngày 22 tháng 9 năm 1877.

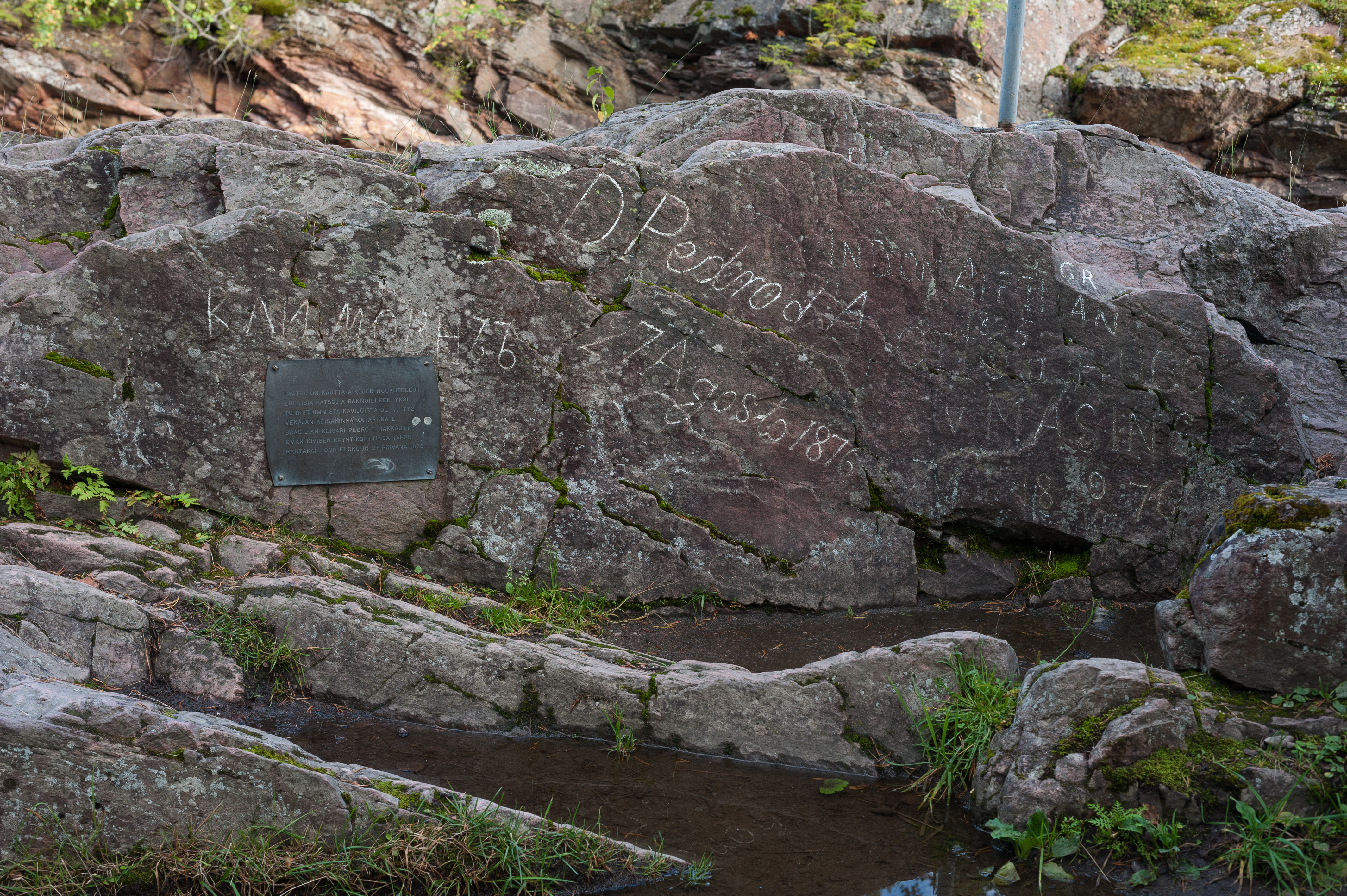
Chữ ký của Pedro II khi đến thăm ghềnh thác Imatrankoski ở Imatra, Phần Lan; 1876.

Các chuyến đi nước ngoài của Pedro II đã tạo ra tác động tâm lý sâu sắc. Trong khi đi du lịch, ông phần lớn được giải thoát khỏi những hạn chế do chức vụ của mình áp đặt. Dưới danh tính "Pedro de Alcântara", ông thích di chuyển như một người bình thường, thậm chí chỉ đi tàu với vợ mình. Chỉ khi đi công du nước ngoài, Hoàng đế mới có thể thoát khỏi sự tồn tại và những đòi hỏi chính thức của cuộc sống mà ông đã biết ở Brasil. Trở về, ông khó có thể thích nghi lại với thói quen của mình với tư cách là nguyên thủ quốc gia. Sau cái chết sớm của các con trai, niềm tin của Hoàng đế vào tương lai của chế độ quân chủ đã tan biến. Các chuyến đi nước ngoài của ông giờ đây khiến ông phẫn nộ với chức hoàng đế được giao cho ông khi mới năm tuổi. Nếu trước đây ông không quan tâm đến việc bảo vệ ngai vàng cho thế hệ tiếp theo, thì giờ đây ông không còn mong muốn duy trì nó trong suốt cuộc đời mình nữa.

## Suy thoái và sụp đổ

### Hoàng đế suy sụp

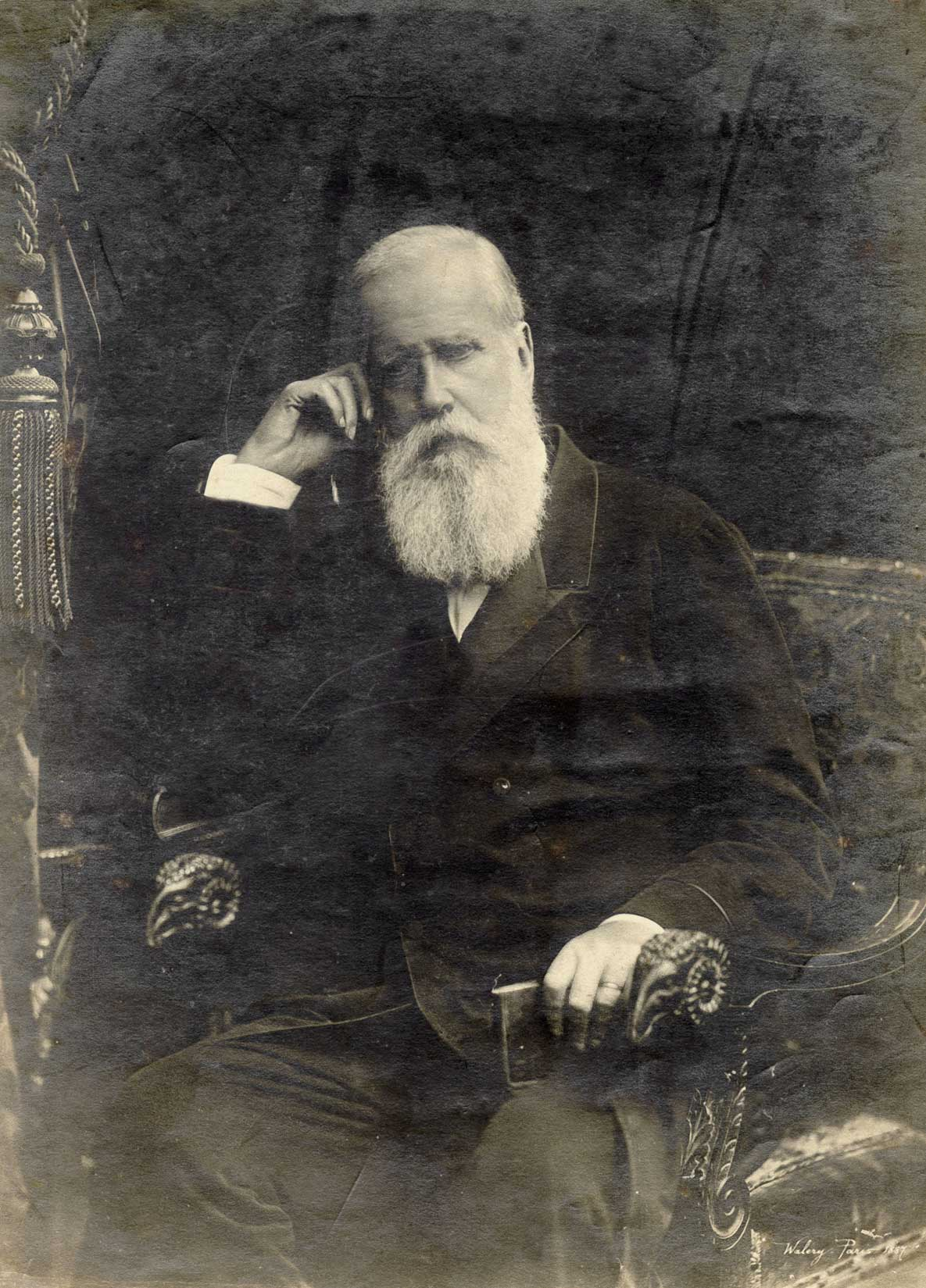
Pedro II ở tuổi 61, năm 1887. Ông chán chế độ quân chủ và chấp nhận sự sụp đổ của nó

Trong những năm 1880, Brasil tiếp tục thịnh vượng và sự đa dạng xã hội tăng lên đáng kể, bao gồm cả nỗ lực đầu tiên có tổ chức cho quyền của phụ nữ. Mặt khác, thông qua những lá thư do Pedro II viết đã cho thấy một hoàng đế già đi và ngày càng xa lánh và bi quan. Ông vẫn tôn trọng bổn phận của mình và tỉ mỉ thực hiện các nhiệm vụ được yêu cầu của chức vụ hoàng gia, mặc dù thường không nhiệt tình. Do "sự thờ ơ ngày càng tăng đối với số phận của chế độ" và việc ông không hành động để ủng hộ chế độ đế quốc khi nó bị thách thức, các nhà sử học đã quy "trách nhiệm chính, có lẽ là duy nhất" về việc giải thể chế độ quân chủ sau đó.
Sau khi trải qua những nguy cơ và trở ngại của chính phủ, các nhân vật chính trị nổi lên trong những năm 1830 coi Hoàng đế là nguồn cung cấp thẩm quyền cơ bản cần thiết cho việc cai trị và sự tồn tại của quốc gia. Những chính khách lớn tuổi này bắt đầu qua đời hoặc nghỉ hưu cho đến những năm 1880, họ gần như hoàn toàn bị thay thế bởi một thế hệ chính trị gia mới, những người không có kinh nghiệm về những năm đầu của triều đại Pedro II. Họ chỉ biết đến một nền chính quyền ổn định và thịnh vượng và không thấy lý do gì để duy trì và bảo vệ chức vụ hoàng gia như một lực lượng thống nhất có lợi cho quốc gia. Đối với họ, Pedro II chỉ là một người đàn ông già và ngày càng ốm yếu, người đã liên tục làm xói mòn vị thế của mình bằng cách tham gia tích cực vào chính trị trong nhiều thập kỷ trước đó. Trước đây, ông không bị chỉ trích, nhưng giờ đây mọi hành động và sự thiếu hành động của ông đều thúc đẩy sự giám sát tỉ mỉ và chỉ trích công khai. Nhiều chính trị gia trẻ đã trở nên thờ ơ với chế độ quân chủ và khi đến lúc, họ sẽ không làm gì để bảo vệ nó. Những thành tựu của Pedro II đã không được giới tinh hoa cầm quyền ghi nhớ và xem xét. Chính nhờ thành công của mình, Hoàng đế đã khiến vị trí của mình có vẻ không cần thiết.
Việc thiếu một người thừa kế có thể đưa ra một hướng đi mới cho quốc gia cũng làm giảm triển vọng lâu dài của chế độ quân chủ Brasil. Hoàng đế yêu con gái Isabel của mình, nhưng ông coi ý tưởng về một người kế vị là phụ nữ là trái ngược với vai trò bắt buộc của người cai trị Brasil. Ông coi cái chết của hai người con trai mình là dấu hiệu cho thấy Đế chế đã định sẵn sẽ bị thay thế. Sự phản đối chấp nhận một người cai trị là phụ nữ cũng được giới chính trị chia sẻ. Mặc dù Hiến pháp cho phép phụ nữ kế vị ngai vàng, Brasil vẫn rất truyền thống và chỉ có một người kế vị là nam giới mới được coi là có đủ khả năng làm nguyên thủ quốc gia.

### Bãi bỏ chế độ nô lệ và đảo chính

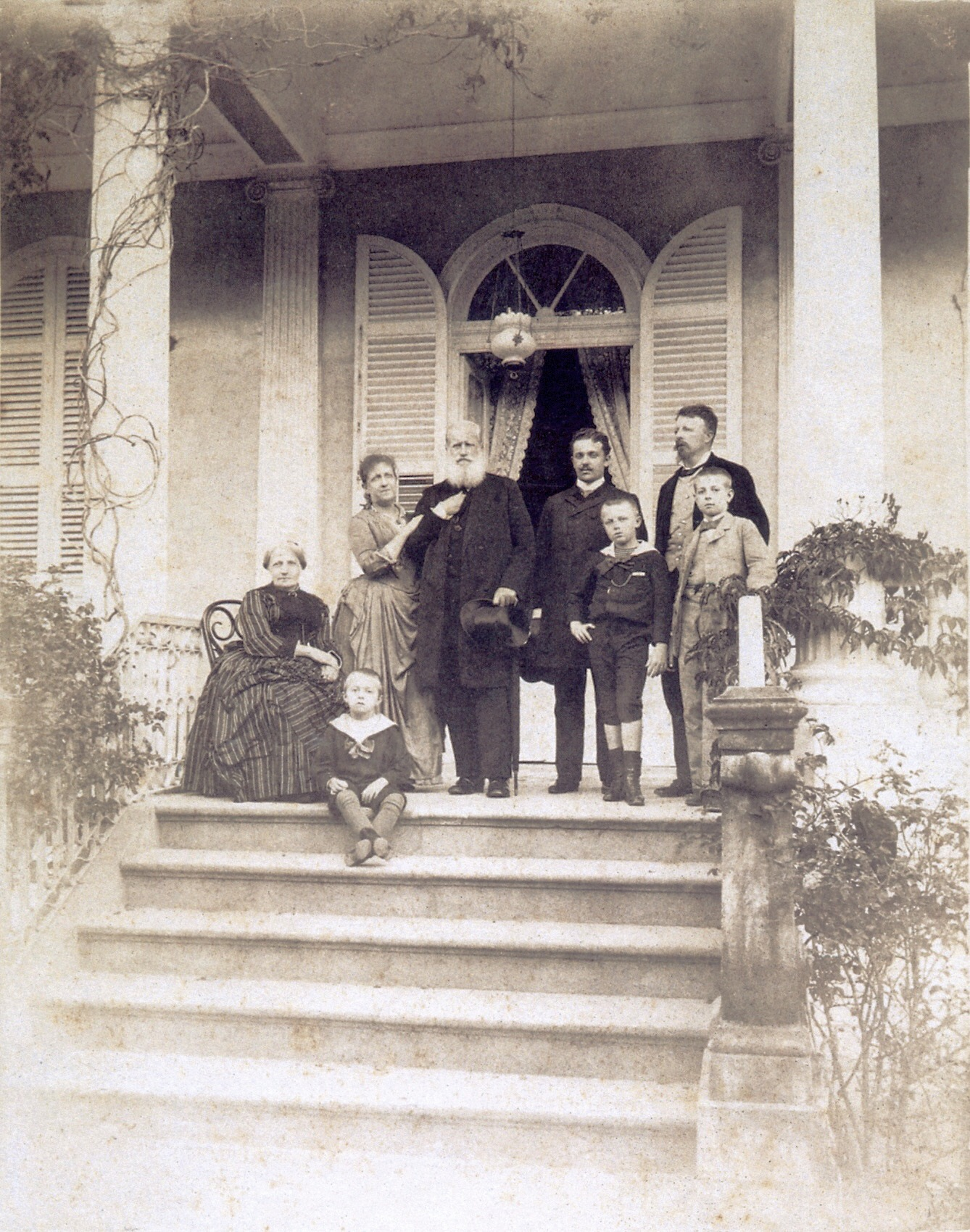
Bức ảnh cuối cùng của gia đình hoàng gia ở Brasil, năm 1889

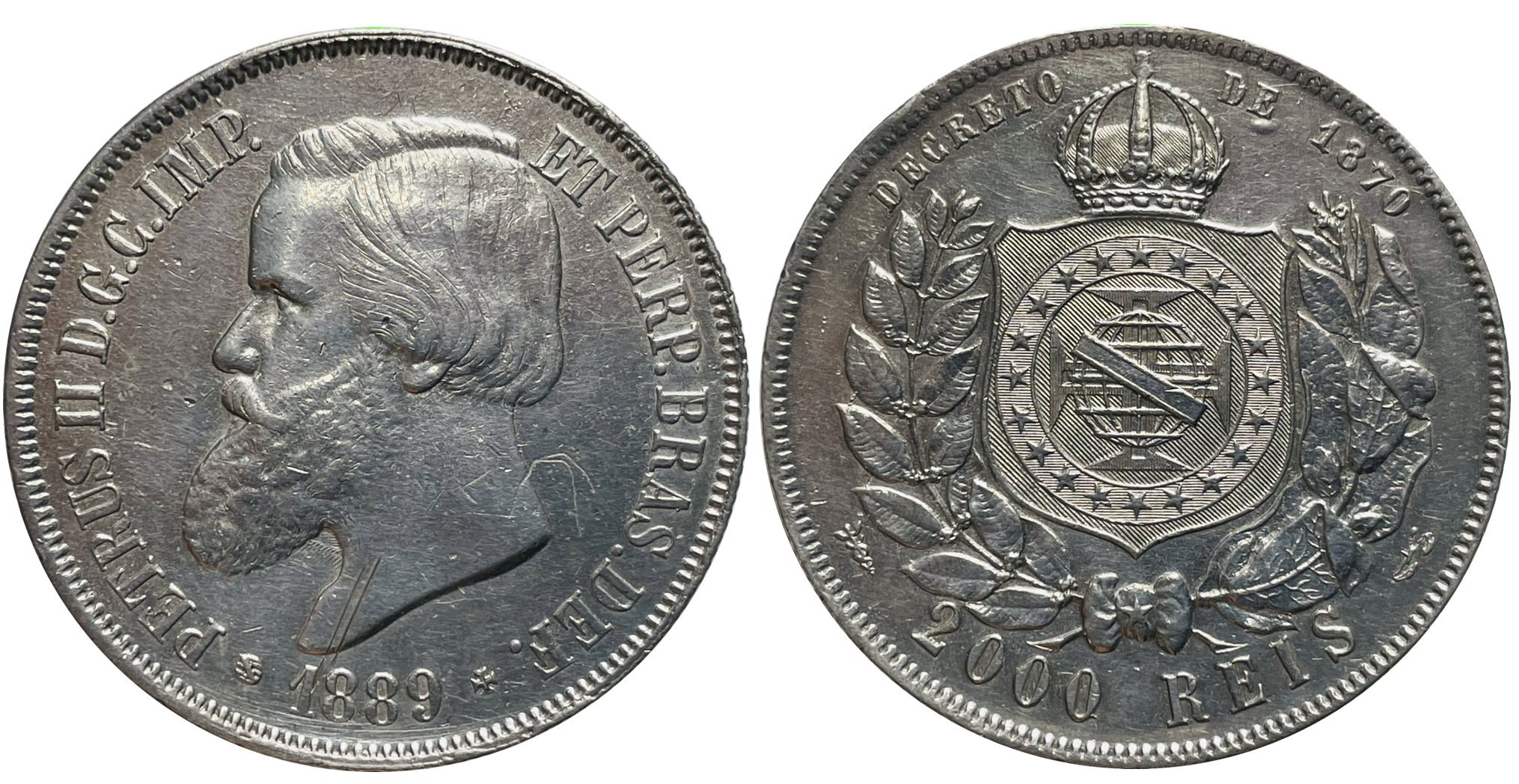
Xu bạc mệnh giá 2000 reis, mặt trước là chân dung vua Pedro II của Đế quốc Brasil, đúc năm 1889 - cuối triều đại của ông

Đến tháng 6 năm 1887, sức khỏe của Hoàng đế đã xấu đi đáng kể và các bác sĩ riêng của ông đề nghị hoàng đế đến châu Âu để điều trị y tế. Trong khi ở Milano, ông đã trải qua hai tuần giữa sự sống và cái chết, thậm chí còn được xức dầu. Trong khi đang nằm trên giường để hồi phục, vào ngày 22 tháng 5 năm 1888, ông nhận được tin rằng chế độ nô lệ đã bị bãi bỏ ở Brasil. Với giọng nói yếu ớt và nước mắt lưng tròng, ông nói, "Những người vĩ đại! Những người vĩ đại!" Pedro II trở về Brasil và xuống tàu ở Rio de Janeiro vào tháng 8 năm 1888. "Toàn bộ đất nước chào đón ông với sự nhiệt tình chưa từng thấy trước đây. Từ thủ đô, từ các tỉnh, từ khắp mọi nơi, đã xuất hiện những bằng chứng về tình cảm và sự tôn kính". Với sự tận tụy mà người Brasil thể hiện khi Hoàng đế và Hoàng hậu trở về từ châu Âu, chế độ quân chủ dường như đã tận hưởng sự ủng hộ không lay chuyển và đạt đến đỉnh cao ủng hộ.
Quốc gia này đã tận hưởng uy tín quốc tế lớn trong những năm cuối cùng của Đế chế, và đã trở thành một cường quốc mới nổi trên trường quốc tế. Những dự đoán về sự gián đoạn kinh tế và lao động do việc bãi bỏ chế độ nô lệ đã không thành hiện thực và vụ thu hoạch cà phê năm 1888 đã thành công. Việc chấm dứt chế độ nô lệ đã dẫn đến sự chuyển dịch rõ ràng sự ủng hộ sang chủ nghĩa cộng hòa của những người nông dân trồng cà phê giàu có và quyền lực, những người nắm giữ quyền lực chính trị, kinh tế và xã hội lớn trong nước. Chủ nghĩa cộng hòa là một tín điều của giới tinh hoa chưa bao giờ phát triển mạnh ở Brasil, với rất ít sự ủng hộ ở các tỉnh. Sự kết hợp giữa các ý tưởng cộng hòa và sự truyền bá chủ nghĩa thực chứng trong hàng ngũ sĩ quan cấp thấp và trung bình của quân đội đã dẫn đến tình trạng thiếu kỷ luật trong quân đoàn và trở thành mối đe dọa nghiêm trọng đối với chế độ quân chủ. Họ mơ về một nền cộng hòa độc tài, mà họ tin rằng sẽ vượt trội hơn chế độ quân chủ.
Mặc dù không có mong muốn nào ở Brasil trong số phần lớn dân số muốn thay đổi hình thức chính phủ, những người cộng hòa dân sự bắt đầu gây sức ép với các sĩ quan quân đội để lật đổ chế độ quân chủ. Họ đã tiến hành một cuộc đảo chính, bắt giữ Thủ tướng Afonso Celso, Tử tước xứ Ouro Preto và thành lập nền cộng hòa vào ngày 15 tháng 11 năm 1889. Một số ít người chứng kiến những gì xảy ra không nhận ra rằng đó là một cuộc nổi loạn. Nhà sử học Lídia Besouchet lưu ý rằng "[hiếm] khi có một cuộc cách mạng nào lại nhỏ bé như vậy". Trong suốt thử thách, Pedro II không biểu lộ cảm xúc như thể không quan tâm đến kết quả. Ông bác bỏ mọi đề xuất dập tắt cuộc nổi loạn mà các chính trị gia và lãnh đạo quân sự đưa ra. Khi nghe tin về việc mình bị phế truất, ông chỉ bình luận: "Nếu vậy, đây sẽ là thời điểm tôi nghỉ hưu. Tôi đã làm việc quá sức và tôi mệt mỏi. Vậy thì tôi sẽ đi nghỉ ngơi". Ông và gia đình đã rời bỏ Brasil để sang châu Âu lưu vong vào ngày 17 tháng 11.

## Lưu vong và di sản

### Những năm cuối đời

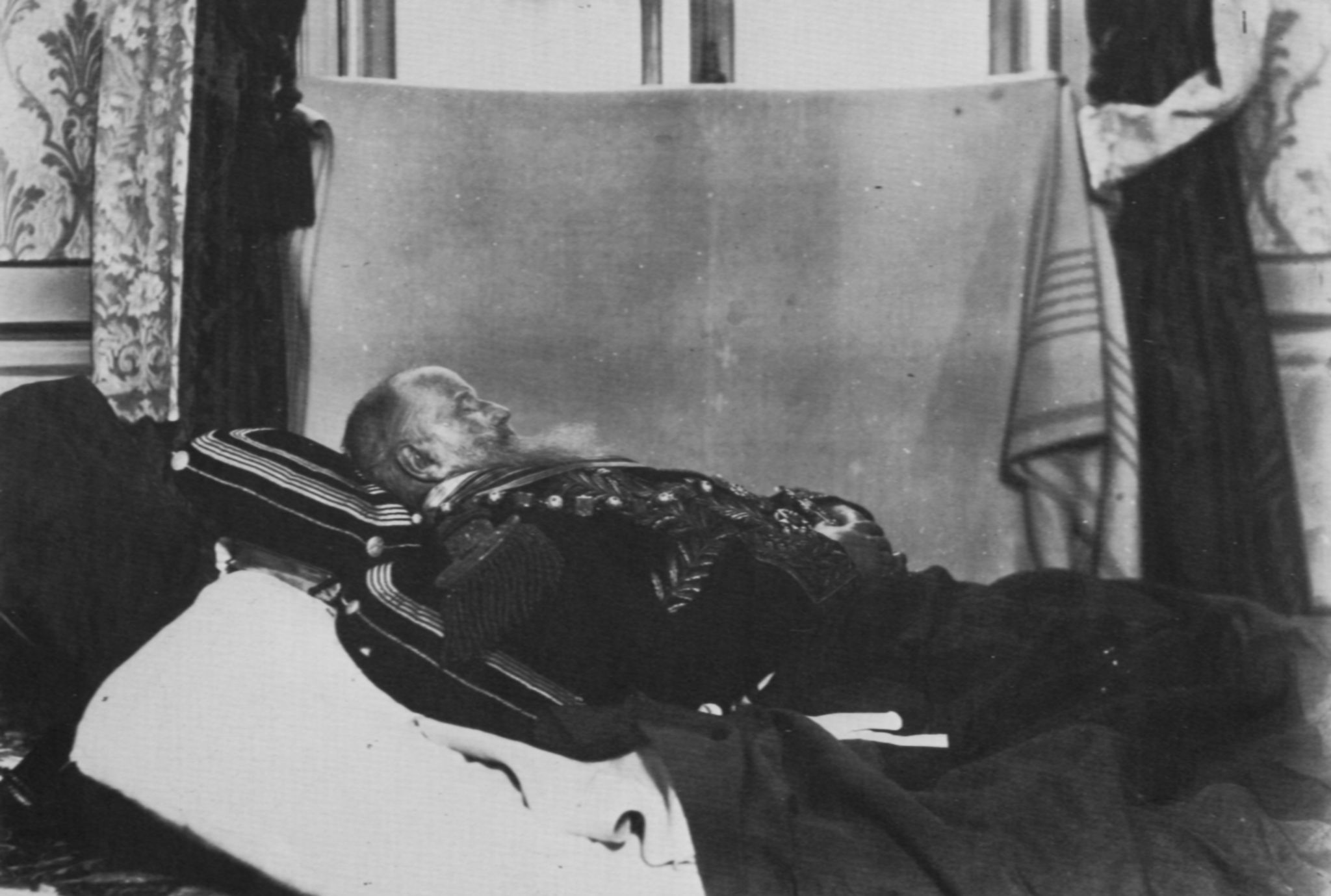
Pedro, mặc đồng phục của triều đình, ngày 6 tháng 12 năm 1891: cuốn sách bên dưới gối dưới đầu ông tượng trưng cho việc tâm trí ông vẫn hướng đến kiến thức ngay cả khi đã chết

Hoàng hậu Teresa Cristina qua đời ba tuần sau khi gia đình hoàng gia Brasil đến châu Âu, và Hoàng nữ Isabel cùng gia đình chuyển đến một nơi khác trong khi Pedro định cư đầu tiên ở Cannes và sau đó là Paris. Vài năm cuối đời của Pedro rất cô đơn và u sầu, khi ông sống trong những khách sạn khiêm tốn không có tiền và viết nhật ký về những giấc mơ trong đó ông được phép trở về Brasil. Ông không bao giờ ủng hộ việc khôi phục chế độ quân chủ, một lần tuyên bố rằng ông không muốn "trở lại vị trí mà tôi đã chiếm giữ, đặc biệt là không phải bằng bất kỳ âm mưu nào". Một ngày nọ, ông bị nhiễm trùng và nhanh chóng tiến triển thành bệnh viêm phổi. Pedro nhanh chóng suy yếu và qua đời lúc 00:35 ngày 5 tháng 12 năm 1891, khi gia đình ông đang ở bên. Những lời cuối cùng của ông là "Xin Chúa ban cho tôi những điều ước cuối cùng này—hòa bình và thịnh vượng cho Brasil". Trong khi thi thể đang được chuẩn bị, một gói hàng đã niêm phong trong phòng được tìm thấy, và bên cạnh đó là một thông điệp do chính Hoàng đế viết: "Đó là đất từ đất nước của tôi, tôi muốn nó được đặt trong quan tài của tôi trong trường hợp tôi chết xa quê hương của mình".
Isabel muốn tổ chức một buổi lễ chôn cất kín đáo và riêng tư, nhưng cuối cùng bà đã đồng ý với yêu cầu của chính phủ Pháp về một lễ tang cấp nhà nước. Vào ngày 9 tháng 12, hàng nghìn người đưa tang đã tham dự buổi lễ tại La Madeleine. Ngoài gia đình Pedro, còn có nhiều nhân vạt hoàng gia khác: Francesco II của Hai Sicilie; Isabel II của Tây Ban Nha; Philippe của Orléans, Bá tước xứ Paris; và các thành viên khác của hoàng gia châu Âu. Ngoài ra còn có Tướng Joseph Brugère, đại diện cho Tổng thống Marie François Sadi Carnot; các chủ tịch Thượng viện Pháp và Hạ viện Pháp cũng như các nghị sĩ của 2 viện; các nhà ngoại giao; và các đại diện khác của chính phủ Pháp. Hầu như tất cả các thành viên của Institut de France đều có mặt. Các chính phủ khác từ Châu Mỹ và Châu Âu đã cử đại diện, cũng như Đế chế Ottoman, Ba Tư, Nhà Thanh và Nhật Bản. Sau các buổi lễ, quan tài được rước đến nhà ga xe lửa để bắt đầu chuyến đi đến Vương quốc Bồ Đào Nha. Khoảng 300.000 người xếp hàng dọc tuyến đường dưới trời mưa và giá lạnh liên miên. Cuộc hành trình tiếp tục đến Nhà thờ São Vicente de Fora gần Lisboa, nơi thi hài của Pedro được chôn cất tại Đền Panteão của Vương tộc Bragança vào ngày 12 tháng 12.
Chính phủ cộng hòa Brasil, "lo sợ phản ứng dữ dội sau cái chết của Hoàng đế", đã cấm mọi phản ứng chính thức. Tuy nhiên, người dân Brasil không thờ ơ với cái chết của Pedro, và "những hậu quả ở Brasil cũng rất lớn, bất chấp nỗ lực đàn áp của chính phủ. Có những biểu hiện đau buồn trên khắp cả nước: đóng cửa hoạt động kinh doanh, treo cờ rủ, đeo băng tay đen trên quần áo, chuông báo tử, các nghi lễ tôn giáo". Các thánh lễ được tổ chức để tưởng nhớ Pedro trên khắp Brasil, và ông cùng chế độ quân chủ đã được ca ngợi trong những bài điếu văn sau đó.

### Di sản

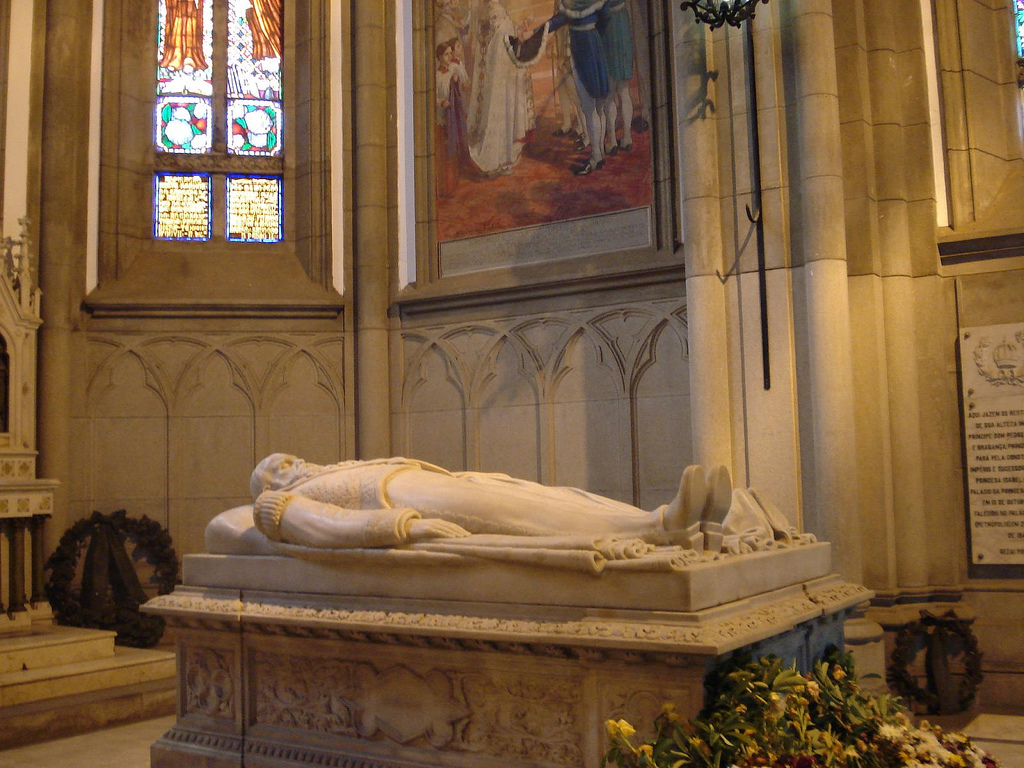
Lăng mộ của Pedro II và Teresa Cristina tại Nhà thờ Petrópolis, Brasil

Sau khi ông mất, người Brasil vẫn gắn bó với cựu Hoàng đế, người vẫn là một nhân vật được nhiều người yêu mến và ca ngợi. Quan điểm này thậm chí còn mạnh mẽ hơn trong cộng đồng người Brasil gốc Phi, những người coi chế độ quân chủ ngang bằng với tự do vì ông và con gái Isabel đã tham gia vào việc bãi bỏ chế độ nô lệ. Sự ủng hộ liên tục dành cho vị vua bị phế truất phần lớn là do niềm tin chung và không bao giờ dập tắt rằng ông thực sự là một "nhà cai trị khôn ngoan, nhân từ, khắc khổ và trung thực", theo nhà sử học Ricardo Salles. Quan điểm tích cực về Pedro II và nỗi nhớ về triều đại của ông chỉ tăng lên khi đất nước nhanh chóng rơi vào một loạt các cuộc khủng hoảng kinh tế và chính trị mà người Brasil cho là do sự lật đổ của Hoàng đế.
Cảm giác tội lỗi mạnh mẽ thể hiện trong số những người theo chủ nghĩa cộng hòa, và những cảm giác này ngày càng rõ ràng hơn sau khi Hoàng đế qua đời trong cảnh lưu vong. Họ ca ngợi Pedro II, người được coi là hình mẫu của lý tưởng cộng hòa, và thời đại đế quốc, mà họ tin rằng nên được coi là tấm gương để nền cộng hòa non trẻ noi theo. Ở Brasil, tin tức về cái chết của Hoàng đế "gây ra cảm giác hối tiếc thực sự trong số những người, không có thiện cảm với việc phục hồi, thừa nhận cả công lao và thành tựu của người cai trị đã khuất của họ". Di hài của ông, cũng như của vợ ông, đã được trả về Brasil vào năm 1921, kịp thời kỷ niệm một trăm năm ngày Brasil giành độc lập. Chính phủ đã trao cho Pedro II các phẩm giá xứng đáng với một nguyên thủ quốc gia. Một ngày lễ quốc gia đã được tuyên bố và sự trở lại của Hoàng đế như một anh hùng dân tộc đã được tổ chức trên khắp cả nước. Hàng ngàn người đã tham dự buổi lễ chính tại Rio de Janeiro, nơi mà theo sử gia Pedro Calmon, "những người già đã khóc. Nhiều người quỳ xuống. Tất cả đều vỗ tay. Không có sự phân biệt giữa những người theo chủ nghĩa cộng hòa và chế độ quân chủ. Họ đều là người Brasil". Sự tôn vinh này đánh dấu sự hòa giải của Brasil Cộng hòa với quá khứ quân chủ của nó.
Các nhà sử học đã bày tỏ sự kính trọng cao đối với Pedro II và triều đại của ông. Tài liệu học thuật liên quan đến ông rất nhiều và, ngoại trừ giai đoạn ngay sau khi ông bị lật đổ, phần lớn là tích cực và thậm chí là ca ngợi. Ông đã được một số nhà sử học ở Brasil coi là người Brasil vĩ đại nhất. Theo cách tương tự như các phương pháp được những người theo chủ nghĩa cộng hòa sử dụng, các nhà sử học chỉ ra các đức tính của Hoàng đế như một tấm gương để noi theo, mặc dù không ai đi xa đến mức ủng hộ việc khôi phục chế độ quân chủ. Nhà sử học Richard Graham lưu ý rằng "[h]hầu hết các nhà sử học thế kỷ XX, hơn nữa, đã nhìn lại thời kỳ [trị vì của Pedro II] một cách hoài niệm, sử dụng các mô tả của họ về Đế chế để chỉ trích—đôi khi tinh tế—các chế độ cộng hòa hoặc độc tài tiếp theo của Brasil".

## Tước hiệu và vinh dự

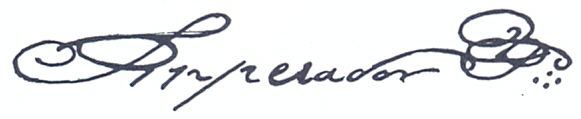
Chữ ký của Pedro II trong các tài liệu chính thức

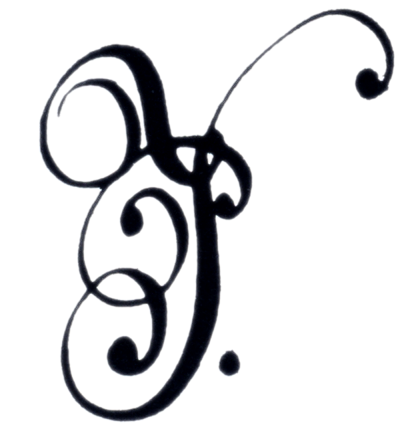
Chữ viết tắt có chữ ký của ông trong các tài liệu chính thức

### Tước hiệu và phong cách
Danh hiệu và phong cách đầy đủ của Hoàng đế là "Hoàng đế bệ hạ Dom Pedro II, Hoàng đế lập hiến và Người bảo vệ vĩnh cửu của Brasil".

### Vinh dự
Vinh dự nhà nước
Hoàng đế Pedro II là Grand master của các Huân chương Brasil sau đây:
- Huân chương Chúa Giêsu Kitô của chúng ta
- Huân chương Thánh Benedict thành Aviz
- Huân chương Thánh James của Kiếm
- Huân chương Thập Tự phương Nam
- Huân chương Pedro I
- Huân chương Hoa hồng

Vinh dự nước ngoài
- Áo-Hung: Thập tự lớn Huân chương Saint Stephen
- Vương quốc Bỉ: Grand Cordon: Huân chương Leopold
- Vương quốc Romania: Thập tự lớn Huân chương Ngôi sao
- Vương quốc Đan Mạch: Hiệp sĩ Huân chương Voi
- Vương quốc Hai Sicilia: Hiệp sĩ Huân chương Thánh Januarius
- Vương quốc Hai Sicilia: Thập tự lớn Huân chương Thánh Ferdinand và Công trạng
- Đệ Nhị Đế chế Pháp: Thập tự lớn Bắc Đẩu Bội Tinh
- Vương quốc Hy Lạp: Thập tự lớn Huân chương Chúa Cứu Thế
- Vương quốc Hà Lan: Thập tự lớn Huân chương Sư tử Hà Lan
- Vương quốc Tây Ban Nha: Thập tự lớn Huân chương Lông cừu vàng
- Vương quốc Anh: Hiệp sĩ Huân chương Garter
- Malta: Thập tự lớn Huân chương Malta
- Malta: Thập tự lớn Huân chương Mộ Thánh
- Công quốc Parma: Senator Grand Cross với cổ áo Huân chương quân sự thiêng liêng Constantinian của Saint George
- Vương quốc Bồ Đào Nha: Thập tự lớn Huân chương Đức Mẹ Vô Nhiễm Nguyên Tội Vila Viçosa
- Vương quốc Bồ Đào Nha: Thập tự lớn Huân chương Tháp và Kiếm
- Vương quốc Phổ: Hiệp sĩ Huân chương Đại bàng Đen
- Đế quốc Nga: Hiệp sĩ hạng nhất của tất cả các hiệp sĩ Nga
- Vương quốc Ý: Huân chương Truyền Tin Tối Cao
- Vương quốc Thụy Điển: Hiệp sĩ Huân chương Hoàng gia Seraphim
- Vương quốc Thụy Điển: Commander Grand Cross Huân chương Ngôi sao Bắc Cực
- Đế quốc Ottoman: Thành viên hạng nhất Huân chương Medjidie
- Đại công quốc Baden: Hiệp sĩ Huân chương Triều đại Fidelity[279]
- Đại công quốc Baden: Hiệp sĩ Huân chương Berthold Đệ nhất[279]
- Vương quốc Bayern: Hiệp sĩ Huân chương Thánh Hubert[280]
- Các công quốc ErnestineThập tự lớn Huân chương Ernst Ngoan đạo[281]
- Sachsen-Weimar: Thập tự lớn Huân chương Chim Ưng trắng[282]
- Vương quốc Sachsen: Hiệp sĩ Huân chương Rue Crown[283]
- Đệ Nhị Đế chế México: Thập tự lớn với cổ áo Đế chế Huân chương Đại bàng Mexico[284]
- Công quốc Monaco: Thập tự lớn Huân chương Thánh Charles[285]

## Hậu duệ
| Tên | Chân dung | Tuổi thọ                                  | Chú thích |
| --- | --- | ----------------------------------------- | --- |
| Bởi Teresa Cristina của Hai Sicilie (14 tháng 3 năm 1822 – 28 tháng 12 năm 1889; kết hôn theo ủy quyền vào ngày 30 tháng 5 năm 1843) | |                                           | |
| Afonso, Thái tử của Brasil | Chân dung sơn dầu của Hoàng tử Đế quốc khi còn là một đứa trẻ tóc vàng, mặc váy trắng có ren ở cổ và dây thắt lưng màu xanh                                                                             | 23 tháng 2 năm 1845– 11 tháng 6 năm 1847  | Thái tử hoàng gia Brasil từ khi sinh ra cho đến khi chết. |
| Isabel, Hoàng nữ của Brasil | Chân dung nửa người nhìn nghiêng với mái tóc sáng màu được buộc lại bằng một dải ruy băng nhung đen và mặc một chiếc váy ren theo phong cách Victoria có đính đá nổi trên một dải ruy băng đen quanh cổ | 29 tháng 7 năm 1846– 14 tháng 11 năm 1921 | Công chúa Đế quốc của Brasil và Nữ bá tước xứ Eu thông qua cuộc hôn nhân với Gaston d'Orléans. Bà có 4 người con từ cuộc hôn nhân này. Bà cũng đóng vai trò là Nhiếp chính của Đế chế trong khi cha bà đi công du nước ngoài. |
| Hoàng nữ Leopoldina của Brasil | Half-length photographic portrait of a young lady with light-colored hair swept back and wearing a high-necked, dark Victorian era satin dress with dark buttons                                        | 13 tháng 7 năm 1847– 7 tháng 2 năm 1871   | Kết hôn với Ludwig August xứ Sachsen-Coburg và Gotha và có 4 người con trai từ cuộc hôn nhân này. |
| Pedro Afonso, Hoàng tử của Brasil | A painting of a blond toddler in a white dress being supported by another child wearing a blue dress.                                                                                                   | 19 tháng 7 năm 1848– 9 tháng 1 năm 1850   | Hoàng tử Đế quốc Brasil từ khi sinh ra cho đến khi qua đời. |

### Tổ tiên
Tổ tiên của Hoàng đế Pedro II:
| \| \| \| \| \| \| \| \| \| \| \| 8. Pedro III của Bồ Đào Nha \| \| \| \| \| \| \| \| \| \| \| \| \| \| \| \| \| \| \| \| \| \| \| \| \| \| \| \| \| \| \| \| \| \| \| \| \| \| \| \| \| \| \| \| \| \| \| \| \| \| \| 4. João VI của Bồ Đào Nha \| \| \| \| \| \| \| \| \| \| \| \| \| \| \| \| \| \| \| \| \| \| \| \| \| \| \| \| \| \| \| \| \| \| \| \| \| \| \| \| \| \| \| \| \| \| \| \| \| \| \| \| \| \| \| \| \| \| \| \| 9. Maria I của Bồ Đào Nha \| \| \| \| \| \| \| \| \| \| \| \| \| \| \| \| \| \| \| \| \| \| \| \| \| \| \| \| \| \| \| \| \| \| \| \| \| \| \| \| \| \| \| \| \| \| \| \| \| \| \| \| \| \| \| \| \| \| \| \| 2. Pedro I của Brasil \| \| \| \| \| \| \| \| \| \| \| \| \| \| \| \| \| \| \| \| \| \| \| \| \| \| \| \| \| \| \| \| \| \| \| \| \| \| \| \| \| \| \| \| \| \| \| \| \| \| \| \| \| \| \| \| \| \| \| \| 10. Carlos IV của Tây Ban Nha \| \| \| \| \| \| \| \| \| \| \| \| \| \| \| \| \| \| \| \| \| \| \| \| \| \| \| \| \| \| \| \| \| \| \| \| \| \| \| \| \| \| \| \| \| \| \| \| \| \| \| \| \| \| \| \| \| \| \| \| 5. Carlota Joaquina của Tây Ban Nha \| \| \| \| \| \| \| \| \| \| \| \| \| \| \| \| \| \| \| \| \| \| \| \| \| \| \| \| \| \| \| \| \| \| \| \| \| \| \| \| \| \| \| \| \| \| \| \| \| \| \| \| \| \| \| \| \| \| \| \| 11. Maria Luisa xứ Parma \| \| \| \| \| \| \| \| \| \| \| \| \| \| \| \| \| \| \| \| \| \| \| \| \| \| \| \| \| \| \| \| \| \| \| \| \| \| \| \| \| \| \| \| \| \| \| \| \| \| \| \| \| \| \| \| \| \| \| \| 1. Pedro II của Brasil \| \| \| \| \| \| \| \| \| \| \| \| \| \| \| \| \| \| \| \| \| \| \| \| \| \| \| \| \| \| \| \| \| \| \| \| \| \| \| \| \| \| \| \| \| \| \| \| \| \| \| \| \| \| \| \| \| \| \| \| 12. Leopold II của Thánh chế La Mã \| \| \| \| \| \| \| \| \| \| \| \| \| \| \| \| \| \| \| \| \| \| \| \| \| \| \| \| \| \| \| \| \| \| \| \| \| \| \| \| \| \| \| \| \| \| \| \| \| \| \| \| \| \| \| \| \| \| \| \| 6. Franz II của Thánh chế La Mã \| \| \| \| \| \| \| \| \| \| \| \| \| \| \| \| \| \| \| \| \| \| \| \| \| \| \| \| \| \| \| \| \| \| \| \| \| \| \| \| \| \| \| \| \| \| \| \| \| \| \| \| \| \| \| \| \| \| \| \| 13. María Luisa của Tây Ban Nha \| \| \| \| \| \| \| \| \| \| \| \| \| \| \| \| \| \| \| \| \| \| \| \| \| \| \| \| \| \| \| \| \| \| \| \| \| \| \| \| \| \| \| \| \| \| \| \| \| \| \| \| \| \| \| \| \| \| \| \| 3. Maria Leopoldine của Áo \| \| \| \| \| \| \| \| \| \| \| \| \| \| \| \| \| \| \| \| \| \| \| \| \| \| \| \| \| \| \| \| \| \| \| \| \| \| \| \| \| \| \| \| \| \| \| \| \| \| \| \| \| \| \| \| \| \| \| \| 14. Ferdinando I của Hai Sicilie \| \| \| \| \| \| \| \| \| \| \| \| \| \| \| \| \| \| \| \| \| \| \| \| \| \| \| \| \| \| \| \| \| \| \| \| \| \| \| \| \| \| \| \| \| \| \| \| \| \| \| \| \| \| \| \| \| \| \| \| 7. Maria Teresa của Napoli và Sicilia \| \| \| \| \| \| \| \| \| \| \| \| \| \| \| \| \| \| \| \| \| \| \| \| \| \| \| \| \| \| \| \| \| \| \| \| \| \| \| \| \| \| \| \| \| \| \| \| \| \| \| \| \| \| \| \| \| \| \| \| 15. Maria Karolina của Áo \| \| \| \| \| \| \| \| \| \| \| \| \| \| \| \| \| \| \| \| \| \| \| \| \| \| \| \| \| \| \| \| \| \| \| \| \| \| \| \| \| \| \| |                                       |  |  |  |  |  |  |  |  |                             |  |  |  |
| |                                       |  |  |  |  |  |  |  |  | 8. Pedro III của Bồ Đào Nha |  |  |  |
| |                                       |  |  |  |  |  |  |  |  |                             |  |  |  |
| |                                       |  |  |  |  |  |  |  |  |                             |  |  |  |
| |                                       |  |  |  |  |  |  |  |  |                             |  |  |  |
| | 4. João VI của Bồ Đào Nha             |  |  |  |  |  |  |  |  |                             |  |  |  |
| |                                       |  |  |  |  |  |  |  |  |                             |  |  |  |
| |                                       |  |  |  |  |  |  |  |  |                             |  |  |  |
| |                                       |  |  |  |  |  |  |  |  |                             |  |  |  |
| | 9. Maria I của Bồ Đào Nha             |  |  |  |  |  |  |  |  |                             |  |  |  |
| |                                       |  |  |  |  |  |  |  |  |                             |  |  |  |
| |                                       |  |  |  |  |  |  |  |  |                             |  |  |  |
| |                                       |  |  |  |  |  |  |  |  |                             |  |  |  |
| | 2. Pedro I của Brasil                 |  |  |  |  |  |  |  |  |                             |  |  |  |
| |                                       |  |  |  |  |  |  |  |  |                             |  |  |  |
| |                                       |  |  |  |  |  |  |  |  |                             |  |  |  |
| |                                       |  |  |  |  |  |  |  |  |                             |  |  |  |
| | 10. Carlos IV của Tây Ban Nha         |  |  |  |  |  |  |  |  |                             |  |  |  |
| |                                       |  |  |  |  |  |  |  |  |                             |  |  |  |
| |                                       |  |  |  |  |  |  |  |  |                             |  |  |  |
| |                                       |  |  |  |  |  |  |  |  |                             |  |  |  |
| | 5. Carlota Joaquina của Tây Ban Nha   |  |  |  |  |  |  |  |  |                             |  |  |  |
| |                                       |  |  |  |  |  |  |  |  |                             |  |  |  |
| |                                       |  |  |  |  |  |  |  |  |                             |  |  |  |
| |                                       |  |  |  |  |  |  |  |  |                             |  |  |  |
| | 11. Maria Luisa xứ Parma              |  |  |  |  |  |  |  |  |                             |  |  |  |
| |                                       |  |  |  |  |  |  |  |  |                             |  |  |  |
| |                                       |  |  |  |  |  |  |  |  |                             |  |  |  |
| |                                       |  |  |  |  |  |  |  |  |                             |  |  |  |
| | 1. Pedro II của Brasil                |  |  |  |  |  |  |  |  |                             |  |  |  |
| |                                       |  |  |  |  |  |  |  |  |                             |  |  |  |
| |                                       |  |  |  |  |  |  |  |  |                             |  |  |  |
| |                                       |  |  |  |  |  |  |  |  |                             |  |  |  |
| | 12. Leopold II của Thánh chế La Mã    |  |  |  |  |  |  |  |  |                             |  |  |  |
| |                                       |  |  |  |  |  |  |  |  |                             |  |  |  |
| |                                       |  |  |  |  |  |  |  |  |                             |  |  |  |
| |                                       |  |  |  |  |  |  |  |  |                             |  |  |  |
| | 6. Franz II của Thánh chế La Mã       |  |  |  |  |  |  |  |  |                             |  |  |  |
| |                                       |  |  |  |  |  |  |  |  |                             |  |  |  |
| |                                       |  |  |  |  |  |  |  |  |                             |  |  |  |
| |                                       |  |  |  |  |  |  |  |  |                             |  |  |  |
| | 13. María Luisa của Tây Ban Nha       |  |  |  |  |  |  |  |  |                             |  |  |  |
| |                                       |  |  |  |  |  |  |  |  |                             |  |  |  |
| |                                       |  |  |  |  |  |  |  |  |                             |  |  |  |
| |                                       |  |  |  |  |  |  |  |  |                             |  |  |  |
| | 3. Maria Leopoldine của Áo            |  |  |  |  |  |  |  |  |                             |  |  |  |
| |                                       |  |  |  |  |  |  |  |  |                             |  |  |  |
| |                                       |  |  |  |  |  |  |  |  |                             |  |  |  |
| |                                       |  |  |  |  |  |  |  |  |                             |  |  |  |
| | 14. Ferdinando I của Hai Sicilie      |  |  |  |  |  |  |  |  |                             |  |  |  |
| |                                       |  |  |  |  |  |  |  |  |                             |  |  |  |
| |                                       |  |  |  |  |  |  |  |  |                             |  |  |  |
| |                                       |  |  |  |  |  |  |  |  |                             |  |  |  |
| | 7. Maria Teresa của Napoli và Sicilia |  |  |  |  |  |  |  |  |                             |  |  |  |
| |                                       |  |  |  |  |  |  |  |  |                             |  |  |  |
| |                                       |  |  |  |  |  |  |  |  |                             |  |  |  |
| |                                       |  |  |  |  |  |  |  |  |                             |  |  |  |
| | 15. Maria Karolina của Áo             |  |  |  |  |  |  |  |  |                             |  |  |  |
| |                                       |  |  |  |  |  |  |  |  |                             |  |  |  |
| |                                       |  |  |  |  |  |  |  |  |                             |  |  |  |